# 우라니아의 거울

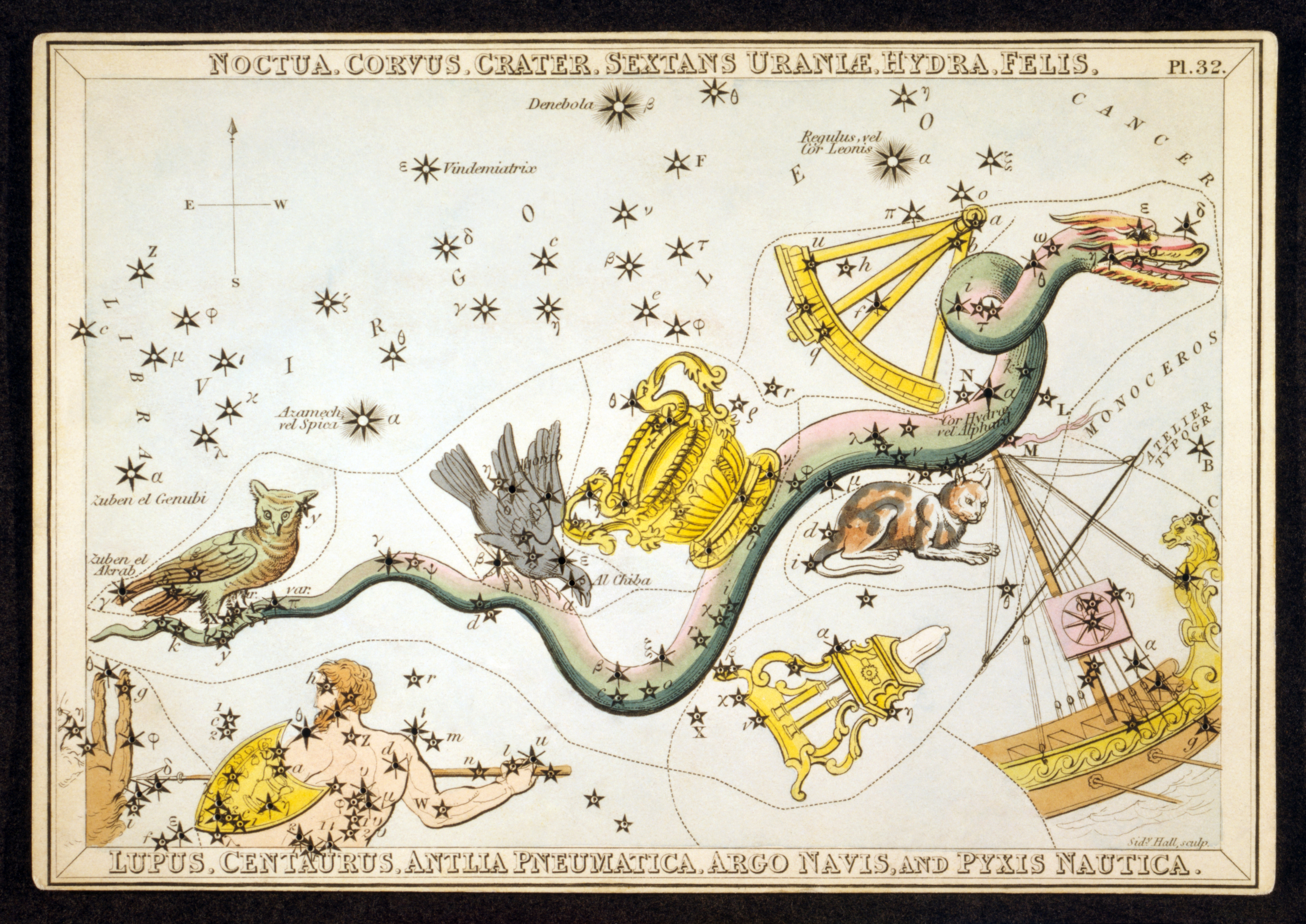
32번 카드에는 12개의 별자리가 묘사되어 있다: 9개의 현대 별자리(까마귀자리, 컵자리, 육분의자리, 큰뱀자리, 이리자리, 켄타우루스자리, 공기펌프자리, 나침반자리, 현재는 세분화된 아르고자리, 과거의 별자리인 올빼미자리와 고양이자리가 포함되어 있다.

《우라니아의 거울; 또는 하늘의 경관》(Urania's Mirror; or, a View of the Heavens)은 32장의 천문학 별자리표 카드로 구성된 세트로, 1824년 11월에 최초로 출판되었다. 이 카드들은 알렉산더 제이미슨의 《천체 지도책》(A Celestial Atlas)을 기반으로 한 삽화들이지만, 카드에 구멍을 뚫어 빛에 비추어 볼 때 별자리의 별들을 볼 수 있게 한 점이 특징이다. 이 카드들은 시드니 홀이 판화로 새기고 "한 숙녀"가 디자인했다고 알려졌으나, 후에 럭비 스쿨의 보조 교사인 리처드 라우스 블록삼 목사의 작품으로 밝혀졌다.
박스 세트의 표지에는 천문학의 무사인 우라니아가 묘사되어 있다. 이 세트는 원래 《천문학 입문 논문》(A Familiar Treatise on Astronomy)이라는 제목의 부속 서적과 함께 출시되었다. 출판 170년 후에 카드 디자이너의 정체를 밝혀낸 연구자 피터 힝글리는 이 카드들을 19세기 초에 제작된 수많은 성도 카드 중에서 가장 매력적인 것들 중 하나로 평가했다.

## 설명

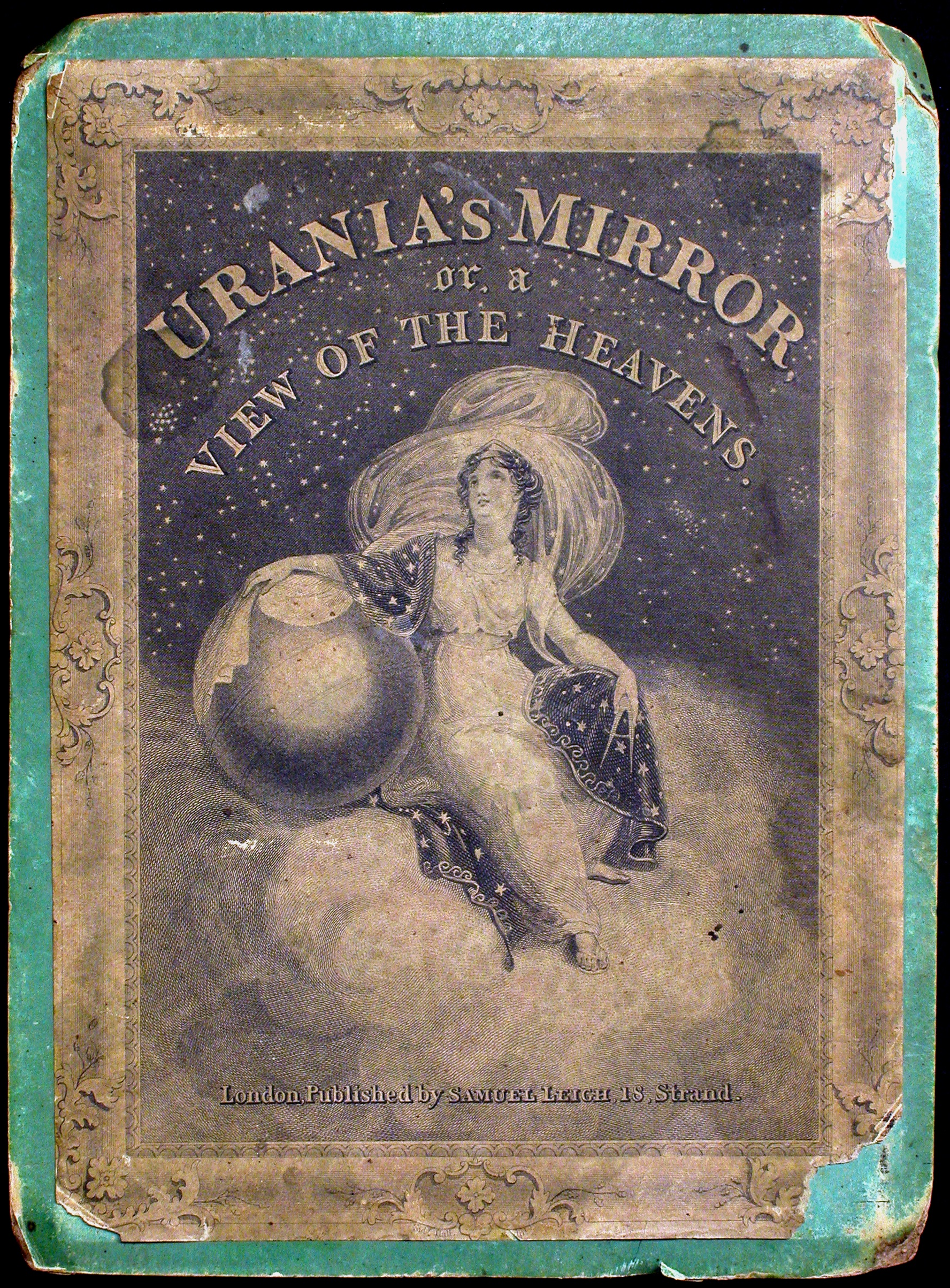
《우라니아의 거울》(초판) 앞면 상자의 고해상도 스캔본.

《우라니아의 거울》은 32장의 개별 카드에 79개의 별자리를 묘사하고 있다. 묘사된 별자리 중 일부는 현재 폐기되었으며, 카푸트 메두사이(Caput Medusæ, 페르세우스가 들고 있는 메두사의 머리)와 같은 일부 부속 별자리도 마찬가지이다. 《우라니아의 거울》은 원래 "영국 제국에서 볼 수 있는 모든 별자리"를 포함한다고 광고되었으나, 실제로는 일부 남반구 별자리가 누락되었다. 제2판(1825년)에서는 광고 문구가 "영국"에서 볼 수 있는 별자리를 묘사한다고 수정되었다. 일부 카드는 단일 별자리에 초점을 맞추고 있으며, 다른 카드들은 여러 별자리를 포함하고 있다. 큰뱀자리를 중심으로 한 32번 카드는 12개의 별자리를 묘사하고 있는데, 이 중 몇몇은 현재 인정되지 않는다. 28번 카드는 6개의 별자리를 포함하고 있으며, 다른 카드들은 4개를 넘지 않는다. 각 카드의 크기는 8 인치 x 5와 2분의 1 인치(약 20 cm x 14 cm)이다. 제호샤팟 아스핀이 저술한 《천문학 입문 논문》[또는 전체 제목 《천문학 입문 논문, 천체의 일반적 현상 설명; 다수의 도해 포함》(Astronomy, Explaining the General Phenomena of the Celestial Bodies; with Numerous Graphical Illustrations)]이라는 책이 카드의 부속 서적으로 작성되었다. 카드와 책은 천문학의 무사인 우라니아로 추정되는 여성이 그려진 상자에 담겨 있었다. 원래 런던 스트랜드 18번지의 사무엘 리에 의해 출판되었으나, 제4판에 이르러서는 출판사가 스트랜드 421번지로 이전하고 이름을 M. A. 리로 변경하였다.

P.D. 힝글리는 《우라니아의 거울》을 "19세기 초에 제작된 많은 천문학 자습 도구 중 가장 매력적이고 시각적으로 아름다운 작품 중 하나"라고 평가한다. 그는 이 작품의 주요 특징인, 빛에 비추어 별자리를 보여주는 별들의 구멍에 대해 언급하면서, 구멍의 크기가 별의 등급에 대응하여 매우 사실적인 별자리 묘사를 제공한다고 설명한다. 이언 리드패스도 대체로 이에 동의한다. 그는 이 장치를 "매력적인 특징"이라고 묘사하지만, 당시 조명이 주로 양초로 제공되었기 때문에 많은 카드들이 불꽃 앞에서 들고 보려다 부주의로 타버렸을 것이라고 지적한다. 그는 같은 기법을 사용한 다른 세 가지 시도[프란츠 니클라우스 쾨니히의 《천체 지도책》(Atlas céleste, 1826년), 프리드리히 브라운의 《투명 카드로 된 천체 지도책》(Himmels-Atlas in transparenten Karten, 1850년), 오토 뫼링거의 《천체 지도책》(Himmelsatlas, 1851년)]를 언급하지만, 이들이 《우라니아의 거울》의 예술성에는 미치지 못한다고 평가한다.

## 《천체 지도책》에서 복제

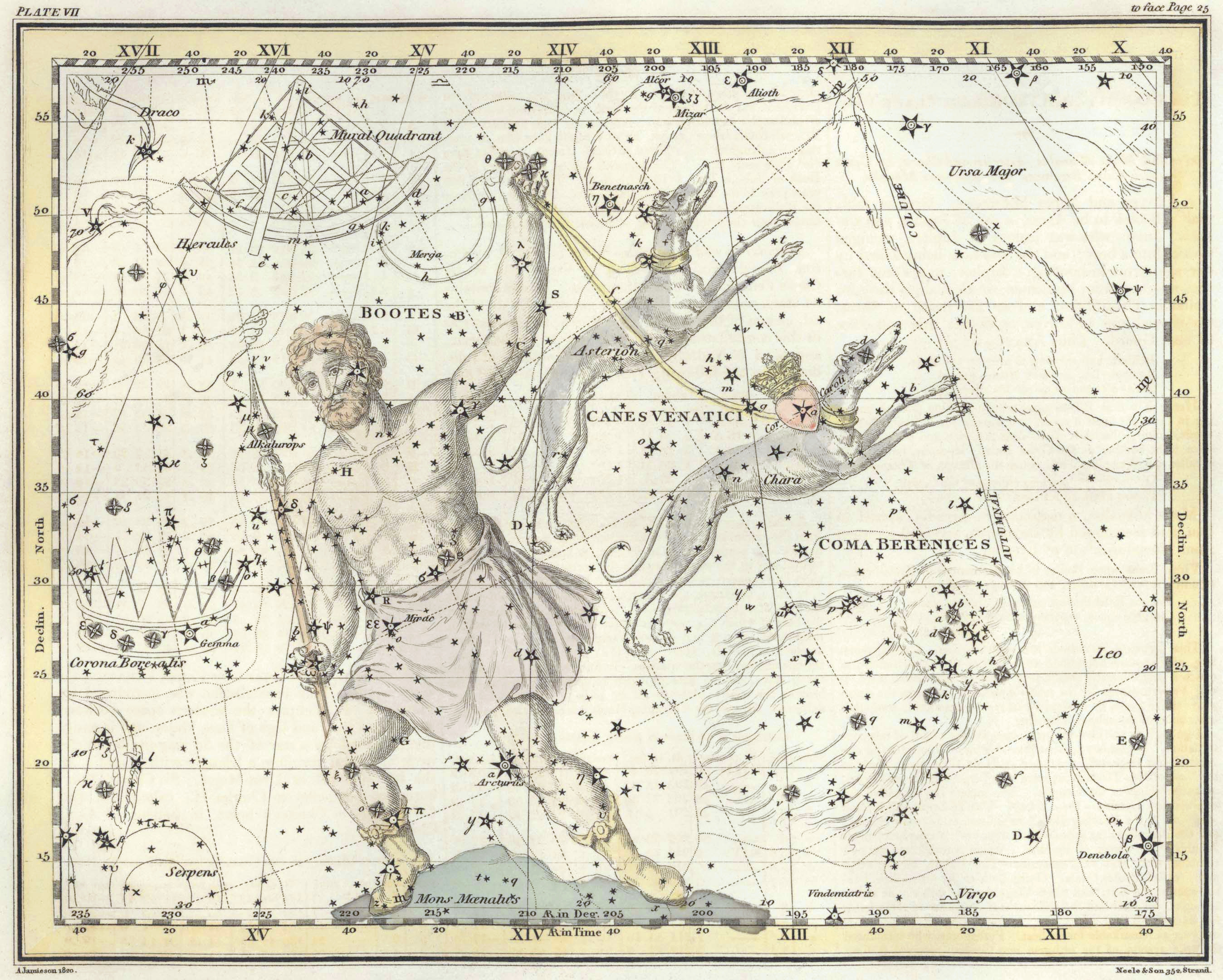
《천체 지도책》, 7번 그림
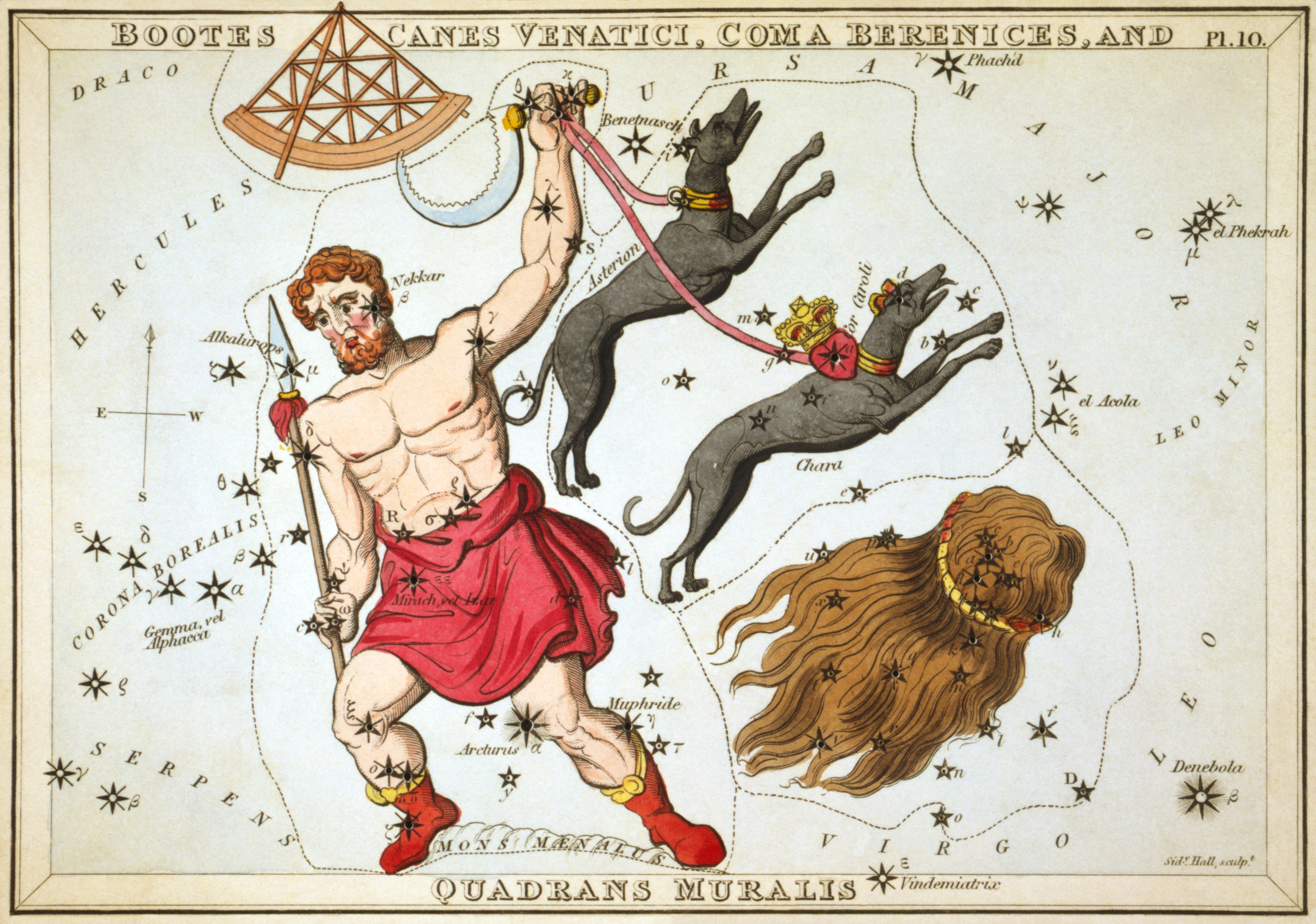
《우라니아의 거울》, 10번 그림

《우라니아의 거울》에 묘사된 별자리들은 약 3년 전에 출판된 알렉산더 제이미슨의 《천체 지도책》에서 재구성한 것이다. 이 별자리들은 제이미슨의 《천체 지도책》과는 다른 고유한 특징들을 포함하고 있다. 그 예로는 새로운 별자리인 올빼미자리와 물병자리가 들고 있는 '노르마 닐로티카'(Norma Nilotica, 나일강의 홍수를 측정하는 장치)등이 있다.

## 디자이너의 미스터리와 해결
《우라니아의 거울》의 광고와 동반 서적인 《천문학 입문 논문》의 서문에서는 카드의 디자인을 단순히 한 "숙녀"의 작품으로 언급하며, 책의 서문에서는 이 숙녀를 "젊은"이라고 묘사하고 있다. 이는 디자이너의 정체에 대한 추측을 불러일으켰다. 일부에서는 캐롤라인 허셜이나 메리 서머빌과 같은 저명한 여성 천문학자들을 제안했고, 다른 이들은 판화가 시드니 홀의 작품으로 여겼다. 디자이너의 정체는 170년 동안 미궁에 빠져 있었다. 1994년, P. D. 힝글리가 왕립천문학회 입회 제안에 사용된 초기 선거 증명서를 정리하던 중, 리처드 라우스 블록삼 목사를 제안하는 증명서를 발견했는데, 여기에는 그를 "우라니아의 거울의 저자"로 명시하고 있었다. 블록삼은 몇몇 주목할 만한 아들들을 두었지만, 다른 알려진 출판물은 없으며, 그의 주요 업적은 38년간 럭비 스쿨의 보조 교사로 재직한 것이었다.

정체를 숨긴 이유는 알려져 있지 않다. 힝글리는 당시의 많은 출판물들이 여성들이 제작에 참여했다는 인상을 주려 했다고 지적하며, 이는 아마도 해당 작품들을 덜 위협적으로 보이게 하기 위함이었을 것이라고 설명한다. 그는 블록삼의 럭비 스쿨에서의 위치를 보호하기 위해 익명성이 필요했을 수 있다고 제안하지만, 럭비 스쿨이 상당히 진보적이었다는 점에서 이는 가능성이 낮다고 덧붙인다. 마지막으로 그는 겸손을 가능한 이유로 제시한다. 이안 리드패스는 《천체 지도책》의 그림을 표절한 점을 지적하며, 이것만으로도 저자가 익명을 원했을 충분한 이유가 될 수 있다고 제안한다.

## 판본

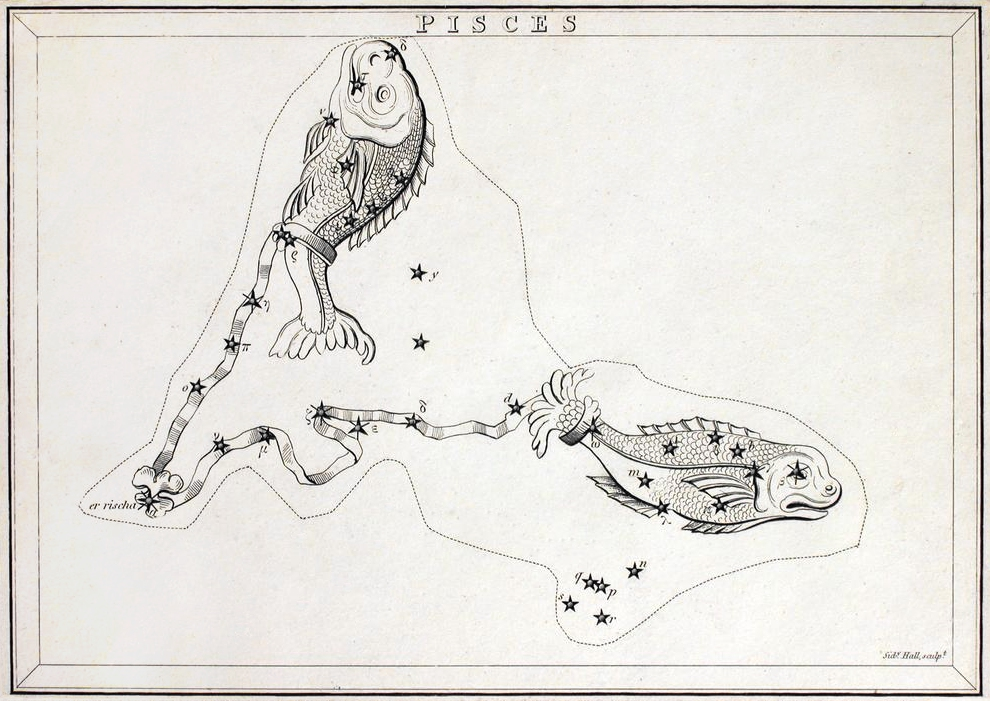
주변 별이 없는 초판 "물고기자리". "무채색".
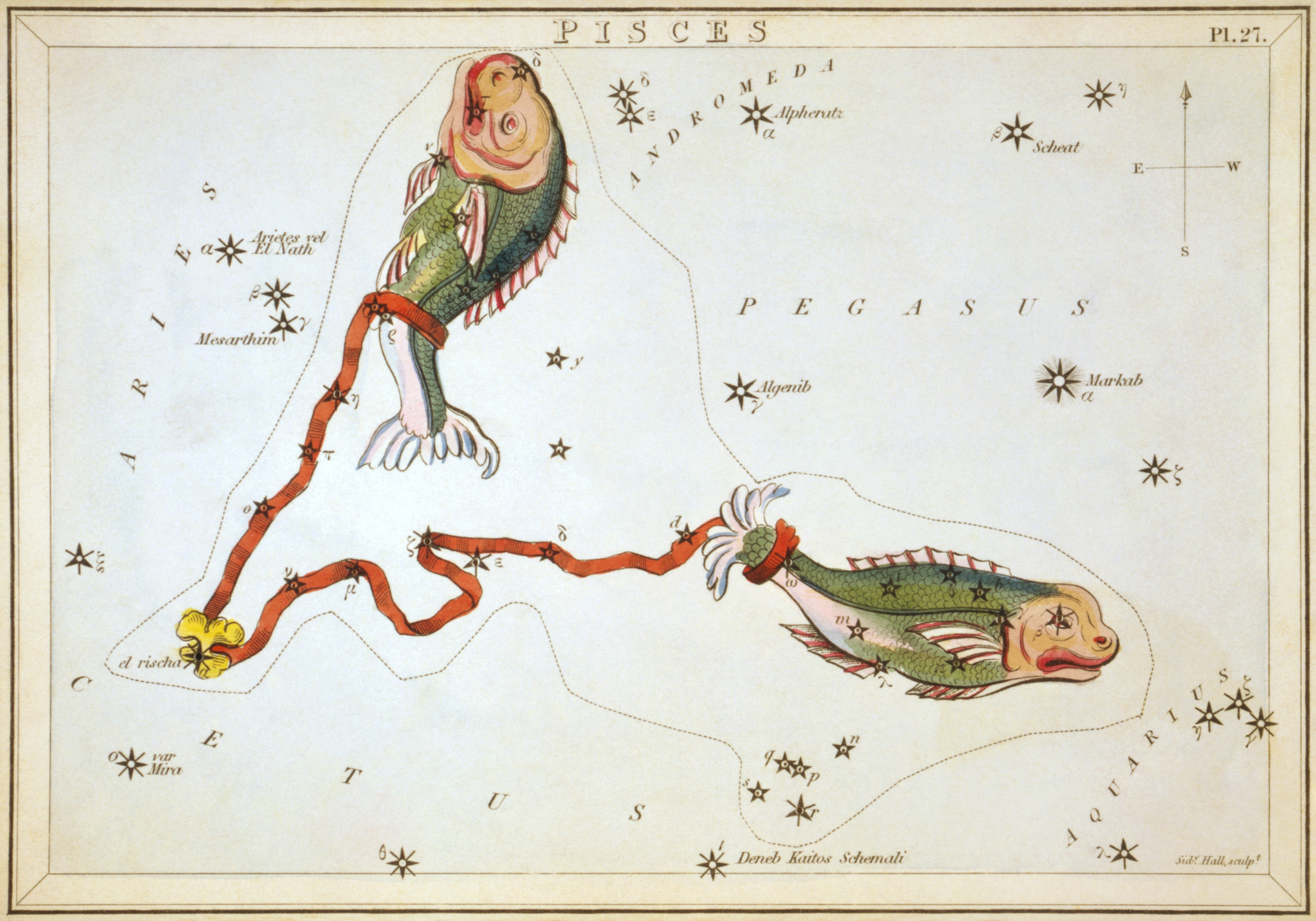
주변 별이 그려진 제2판 "물고기자리". "완채색".

1824년 12월의 광고에는 카드가 "방금 출시되었다"고 명시되어 있으며, "무채색"으로 1 파운드 8 실링, "완채색"으로 1 파운드 14 실링에 판매되었다. 초판에는 명명된 별자리 주변의 별들이 포함되지 않아 해당 부분이 빈 채로 남아있었다. 이는 제2판에서 수정되어 별자리 주변에 별들이 추가되었다. 미국판은 1832년에 출판되었다. 현대의 재판본은 1993년에 제작되었으며, 반스 앤 노블은 2004년에 미국판(동반 서적과 함께)을 복제했다. 동반 서적인 제호샤팟 아스핀의 《천문학 입문 논문》은 최소 4판까지 발행되었으며, 마지막 판은 1834년에 나왔다. 제2판은 내용이 크게 확장되어 초판의 121 쪽에서 200 쪽으로 증가했다. 1834년 미국판 기준으로, 이 책은 서론, 북반구와 남반구 별자리 목록, 각 도판에 대한 설명(묘사된 별자리의 역사와 배경 포함), 그리고 명명된 별들(예: 아케르나르)의 알파벳순 목록(각 별의 바이어 명명법, 등급, 해당 별자리 포함)으로 구성되어 있었다.
《우라니아의 거울》의 "제2부"도 광고되었는데, 이는 행성들의 삽화와 휴대용 천체 운행 모형을 포함할 예정이었다. 그러나 이것이 실제로 출시되었다는 증거는 존재하지 않는다.

## 갤러리

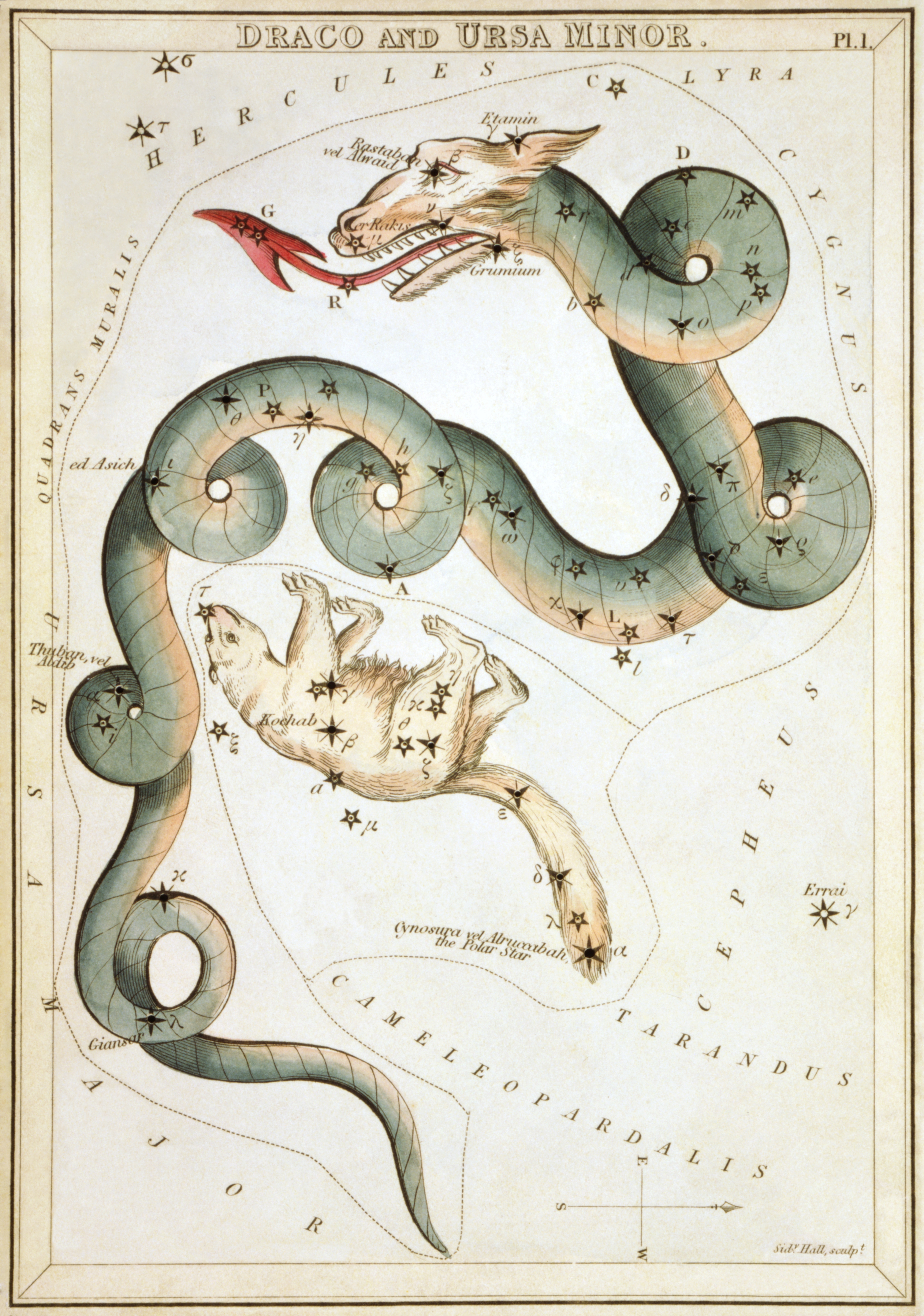
1번 그림: 용자리와 작은곰자리
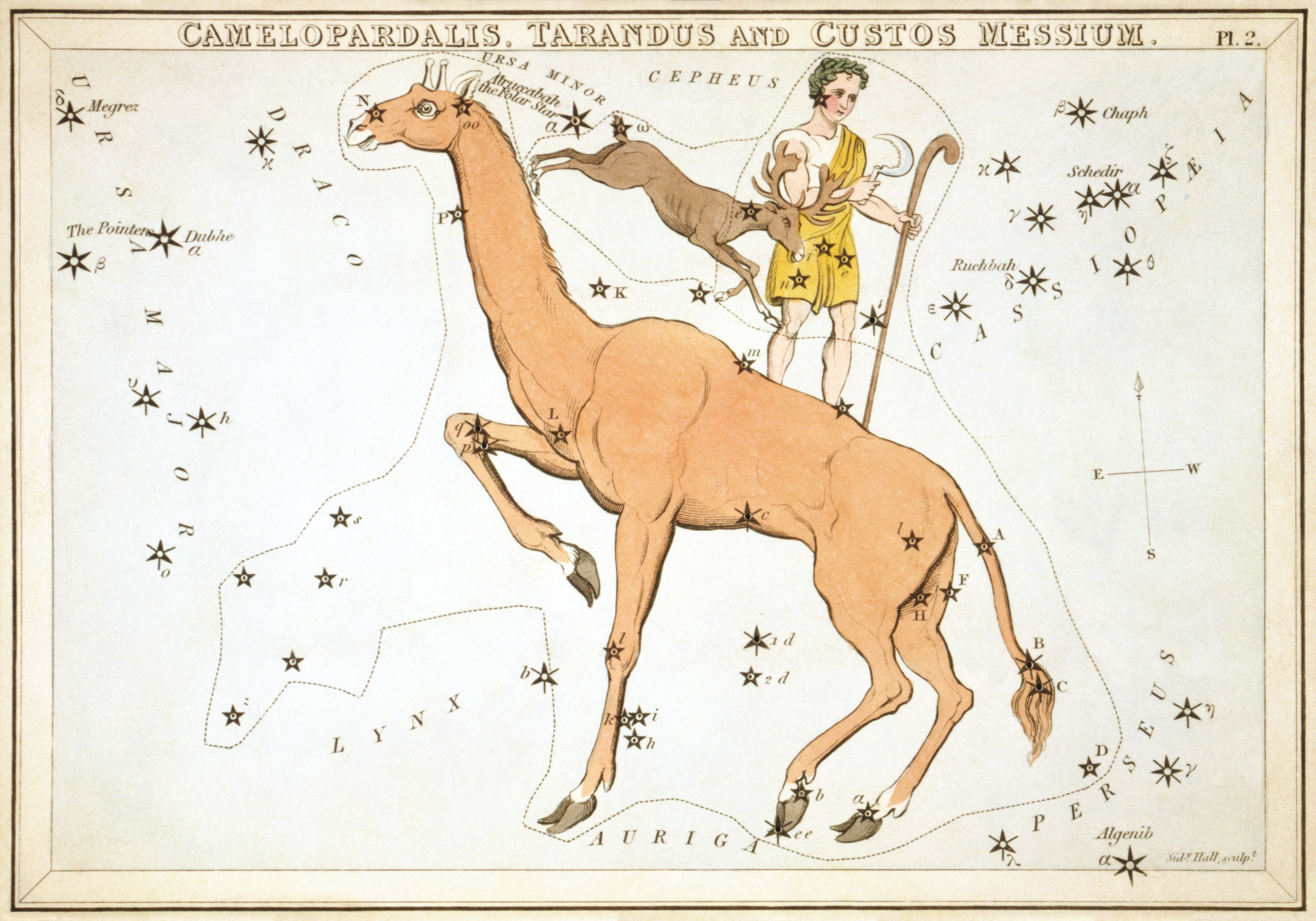
2번 그림: 기린자리, 타란두스, 쿠스토스 메시움
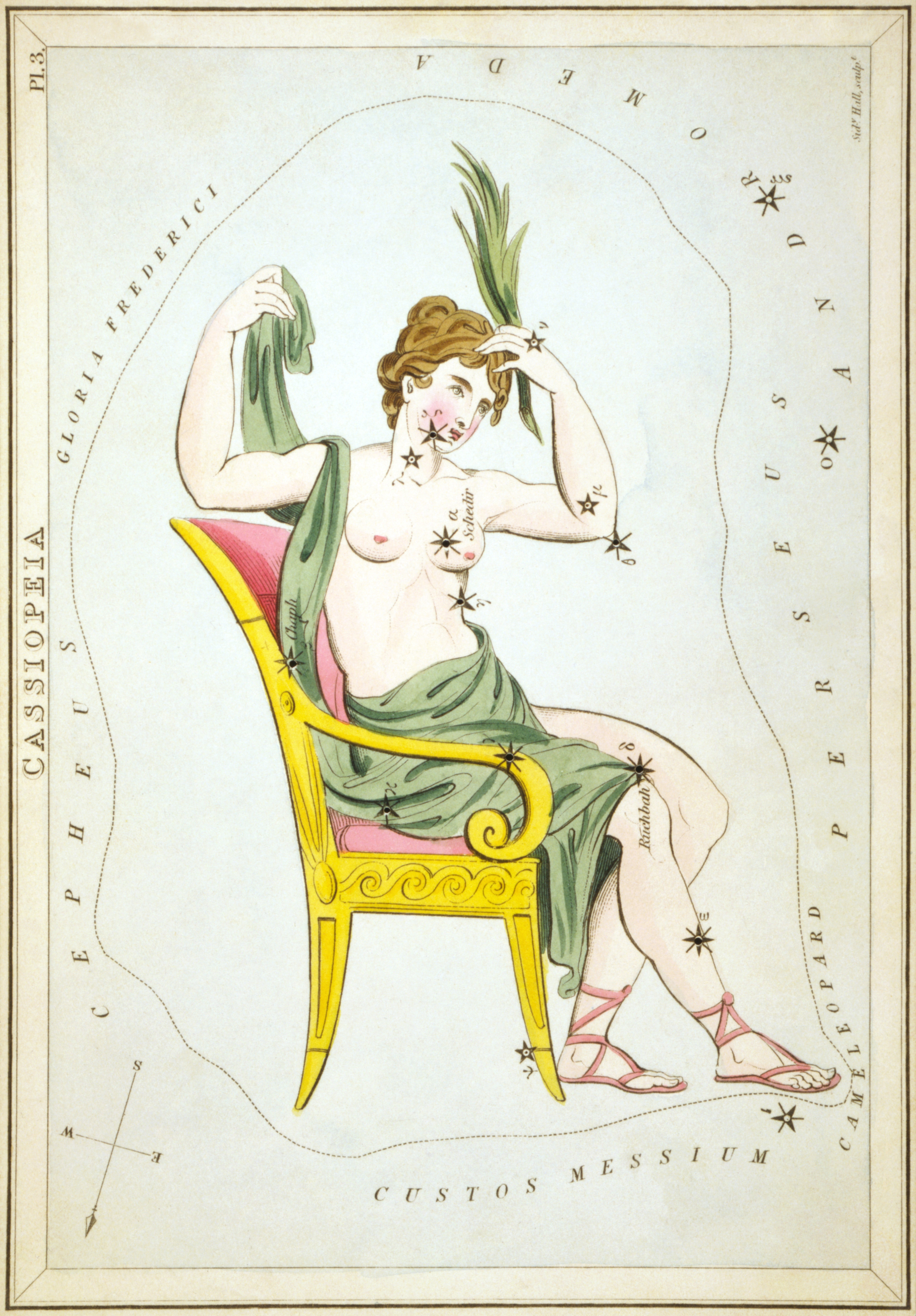
3번 그림: 카시오페이아자리
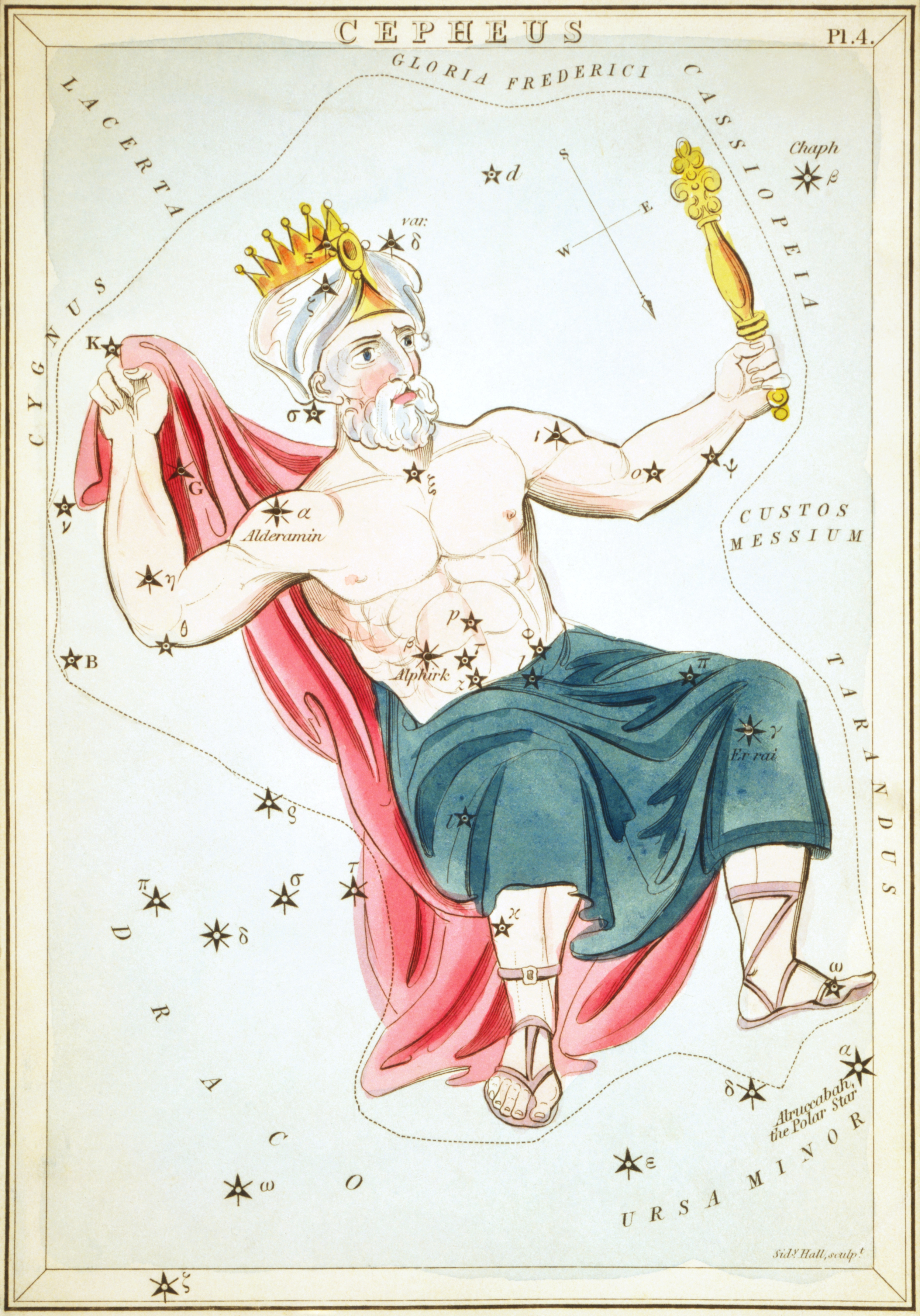
4번 그림: 세페우스자리
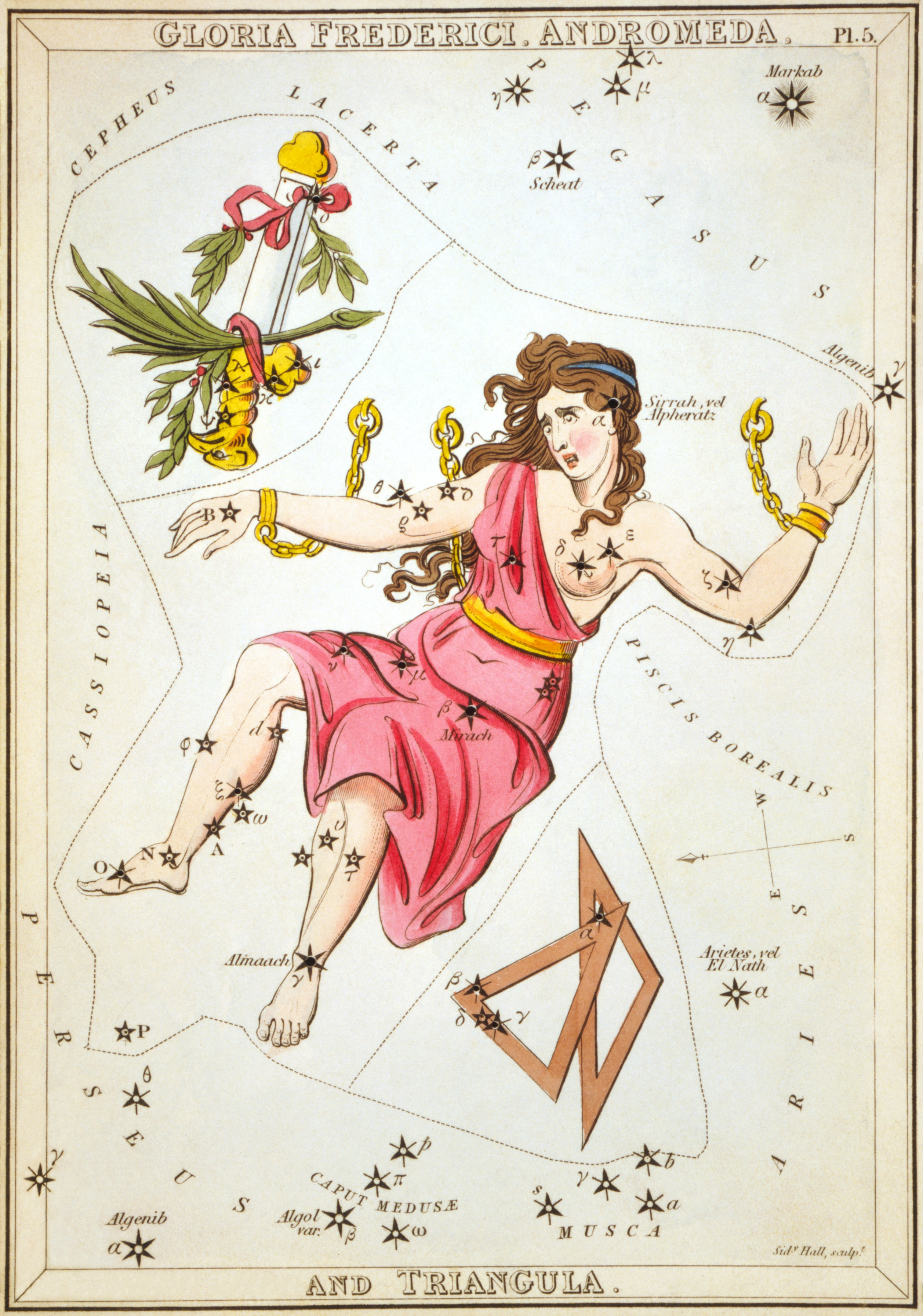
5번 그림: 글로리아 프레데리키, 안드로메다자리, 트리앙굴라
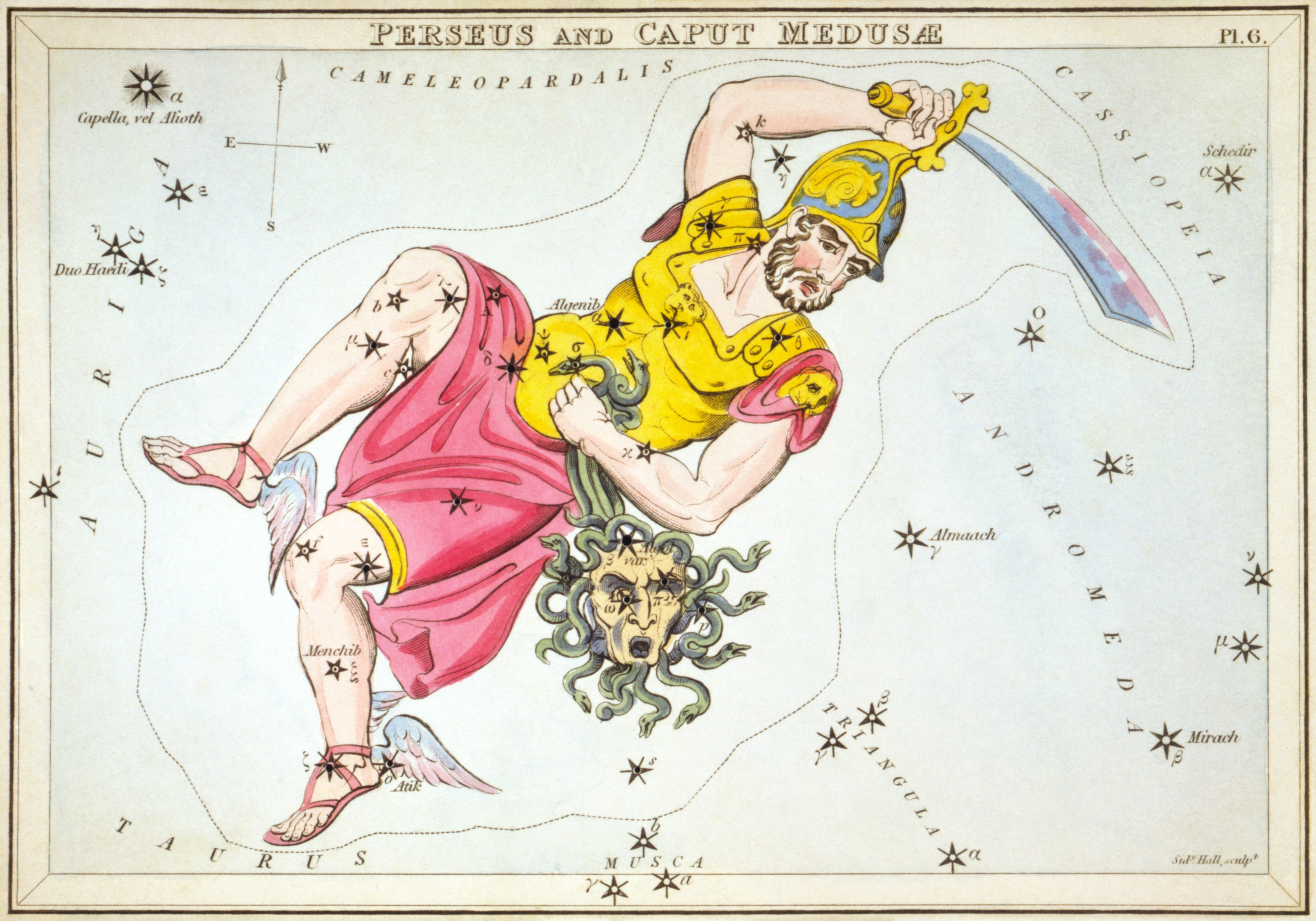
6번 그림: 페르세우스자리와 카푸트 메두사이
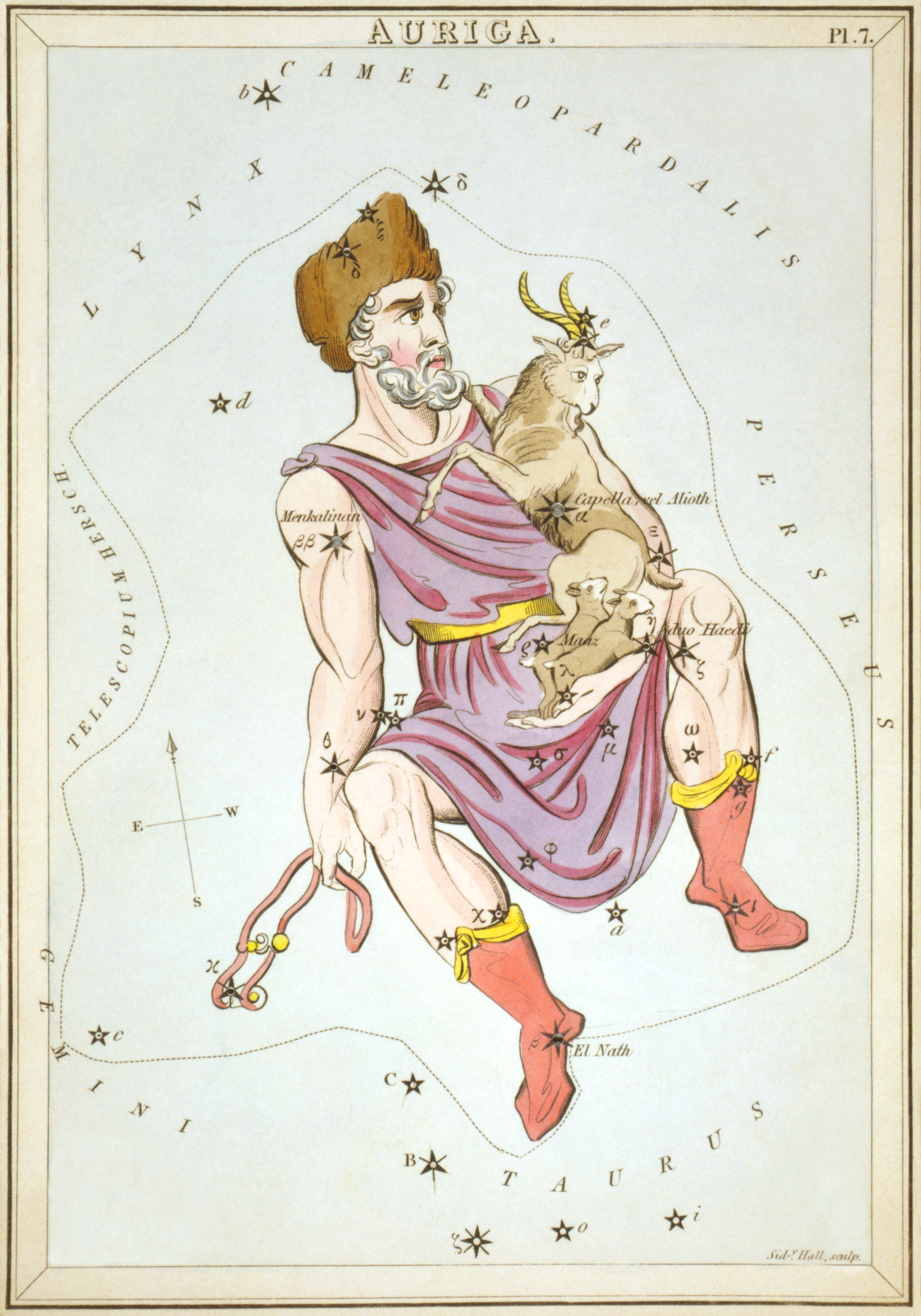
7번 그림: 마차부자리
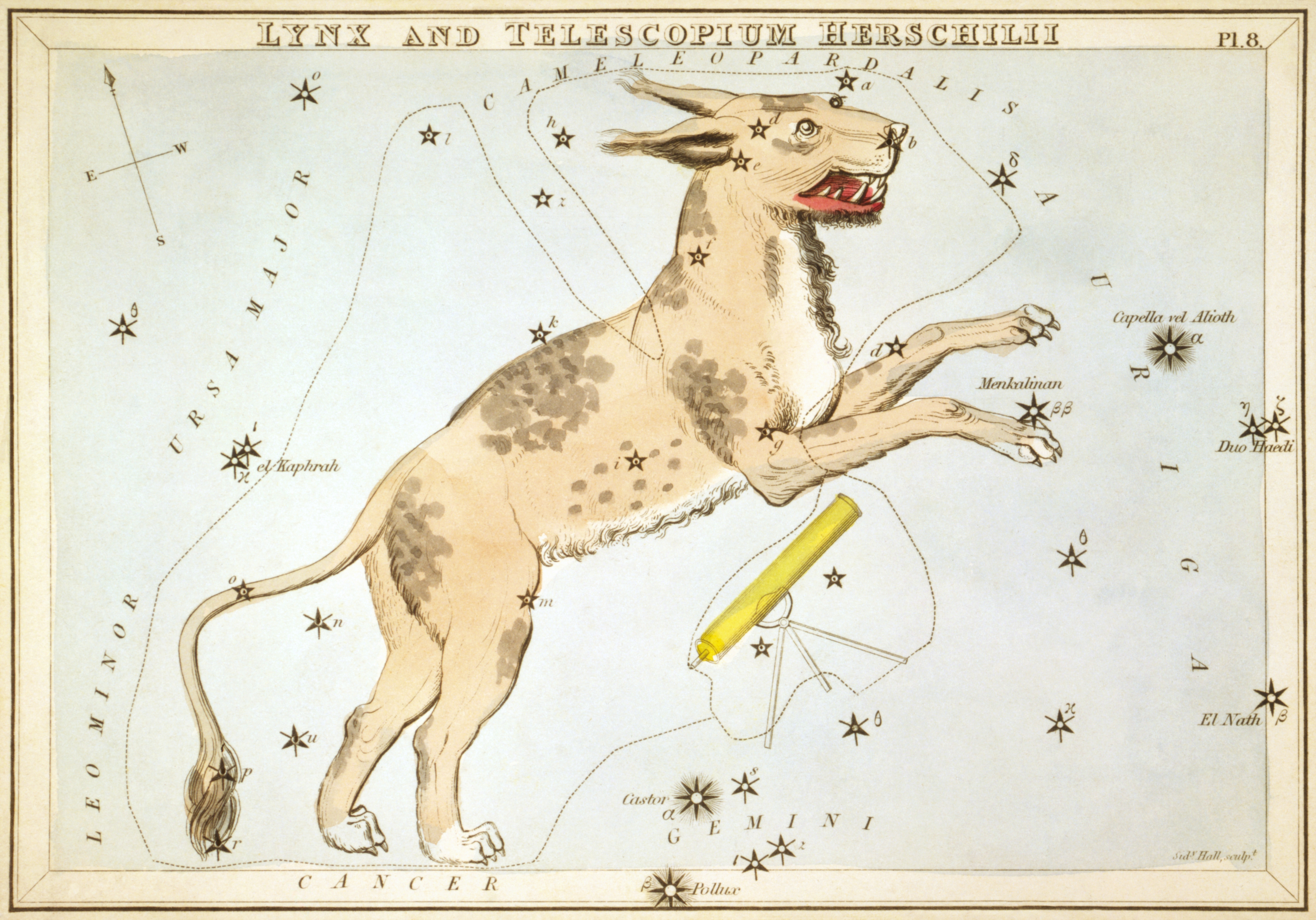
8번 그림: 살쾡이자리와 텔레스코피움 헤르스켈리이
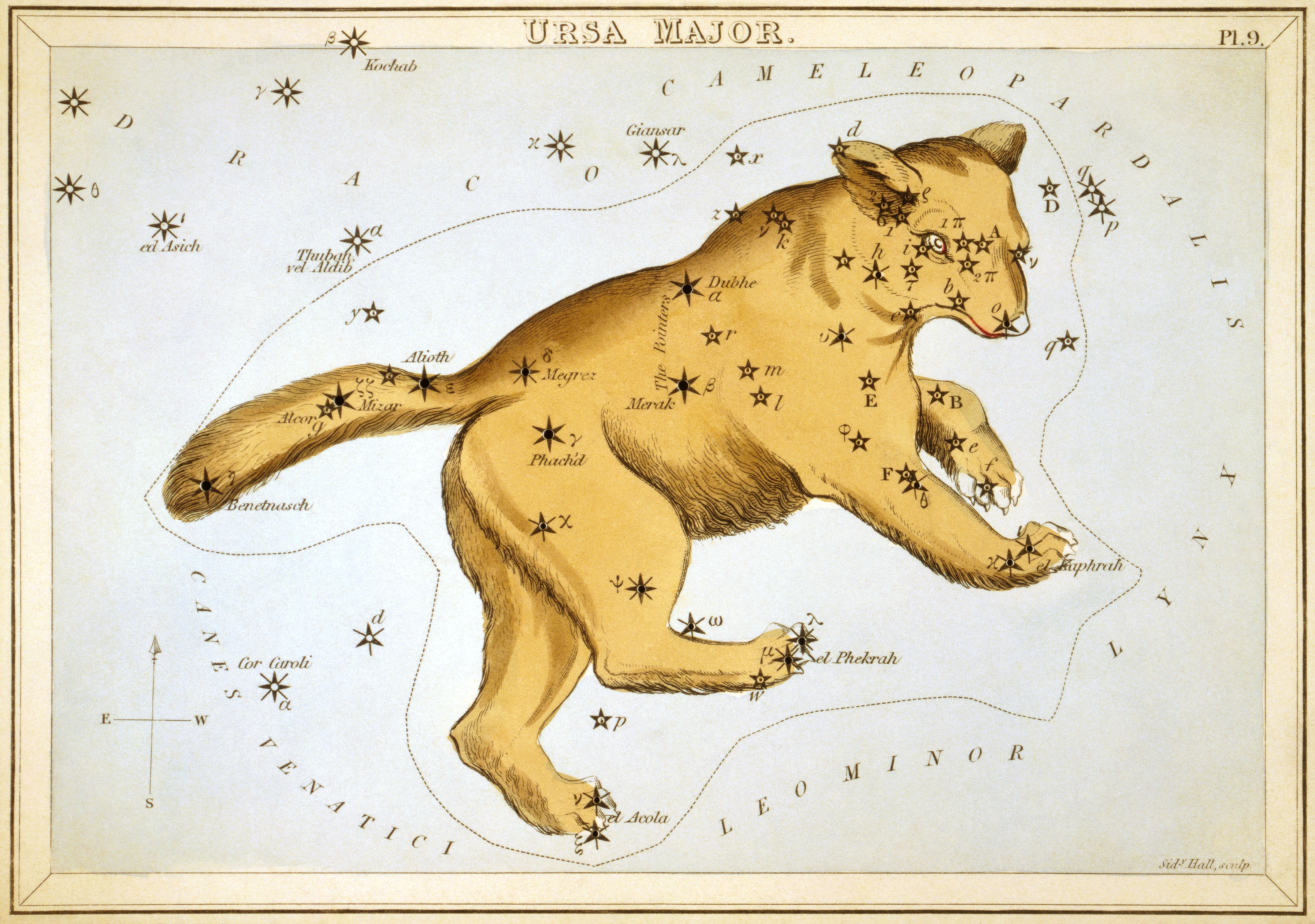
9번 그림: 큰곰자리
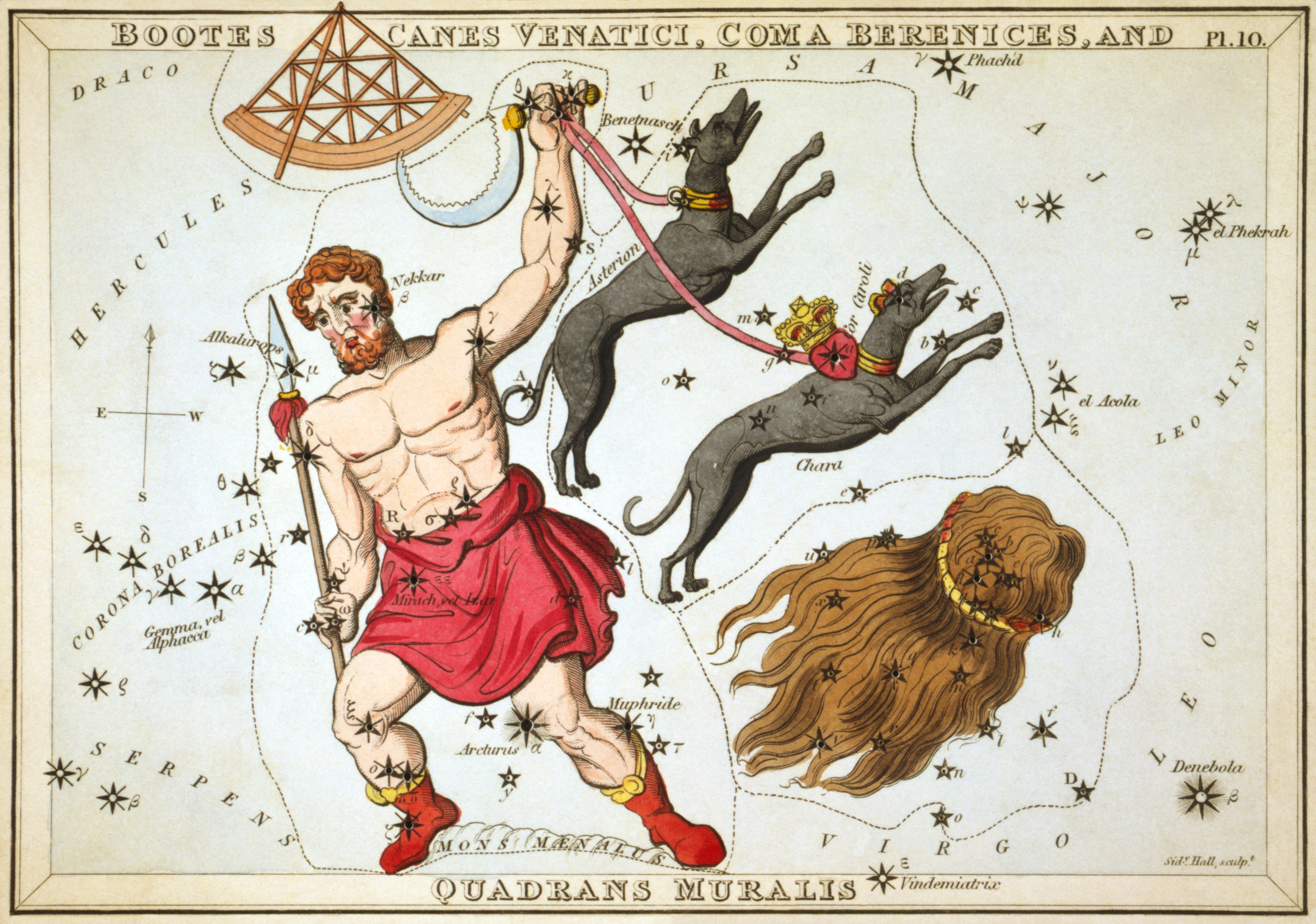
10번 그림: 목동자리, 사냥개자리, 머리털자리, 사분의자리
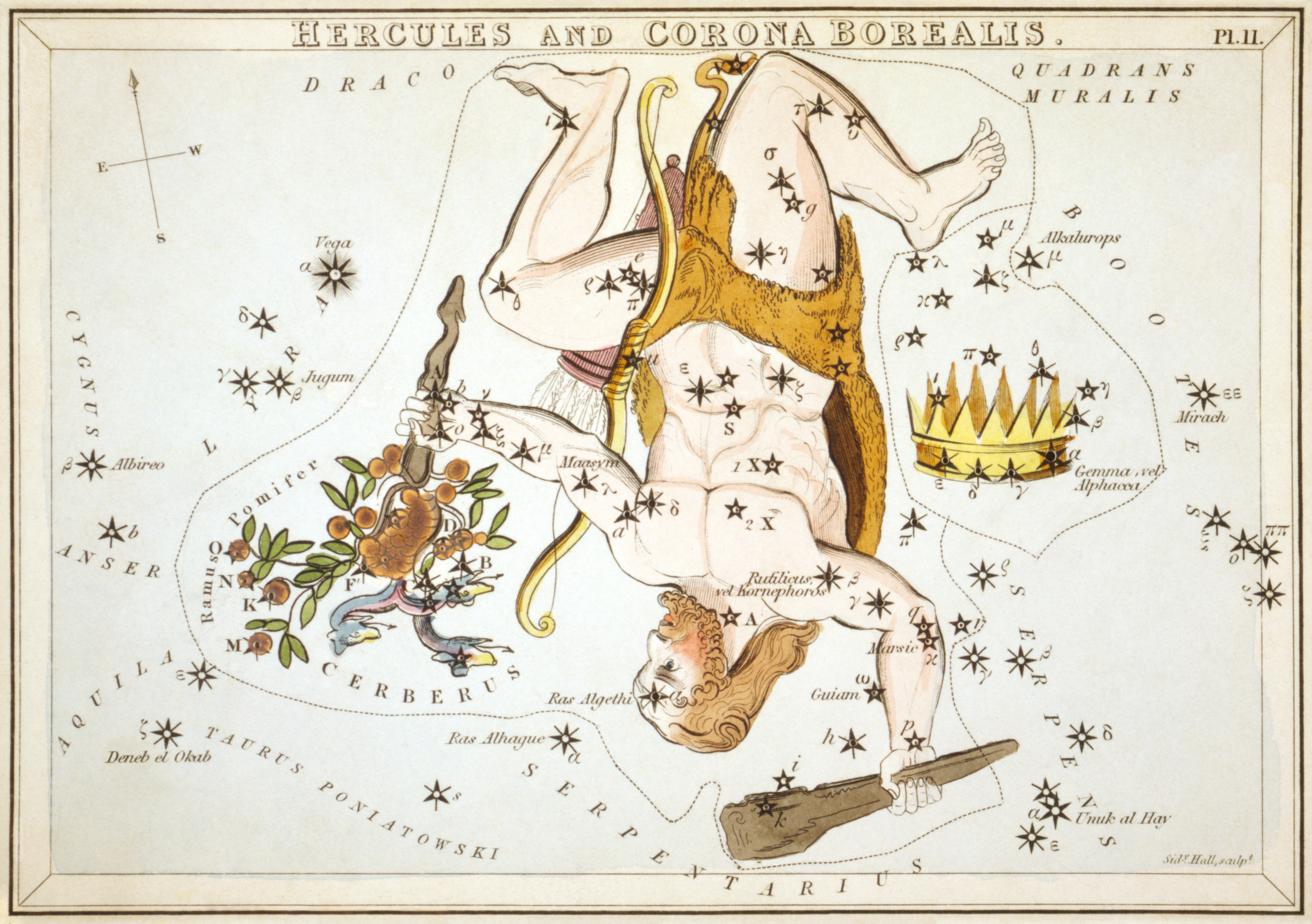
11번 그림: 허큘리스자리와 북쪽왕관자리
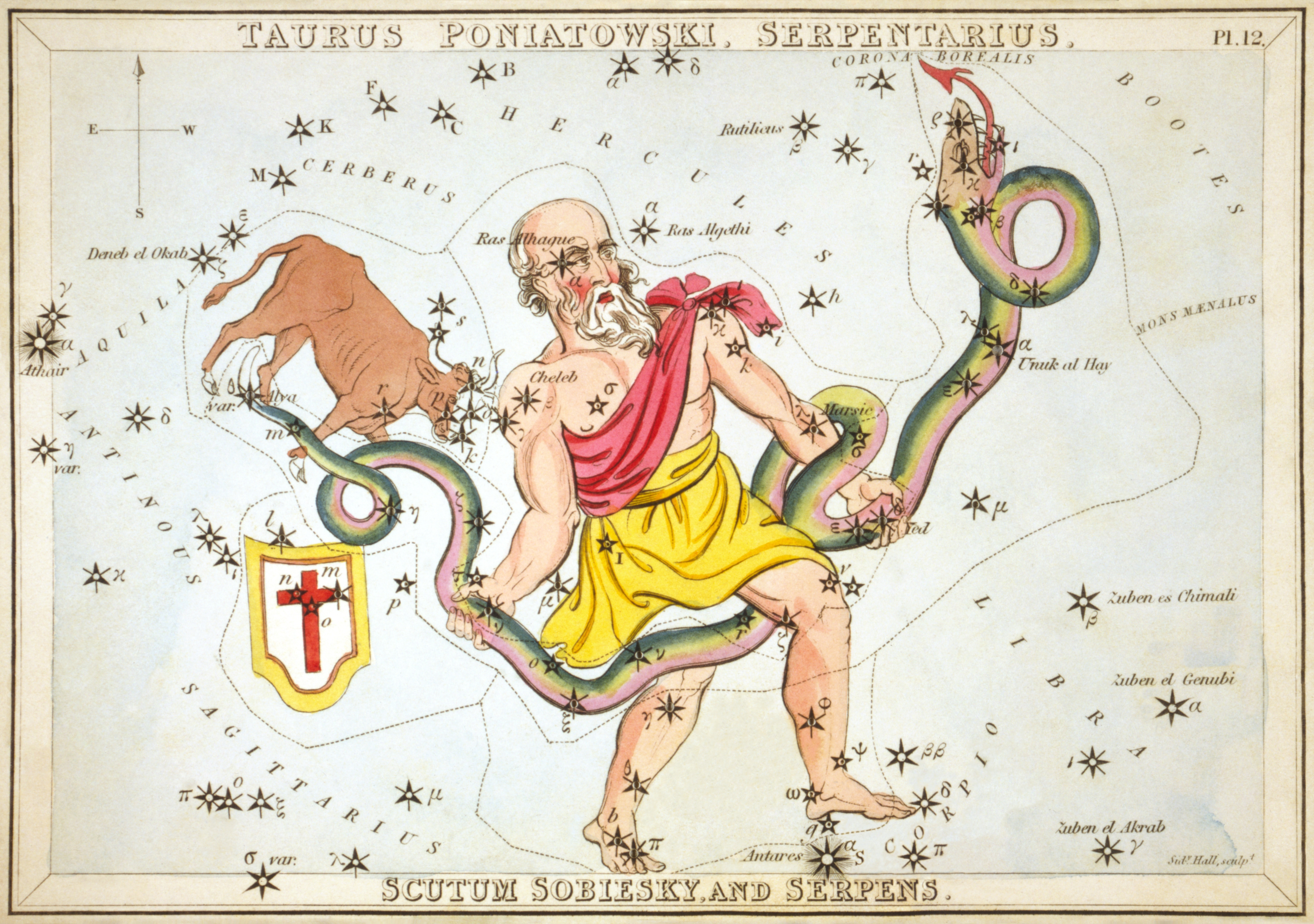
12번 그림: 타우루스 포니아토비이, 땅꾼자리, 스쿠툼 소비에스키(방패자리), 뱀자리
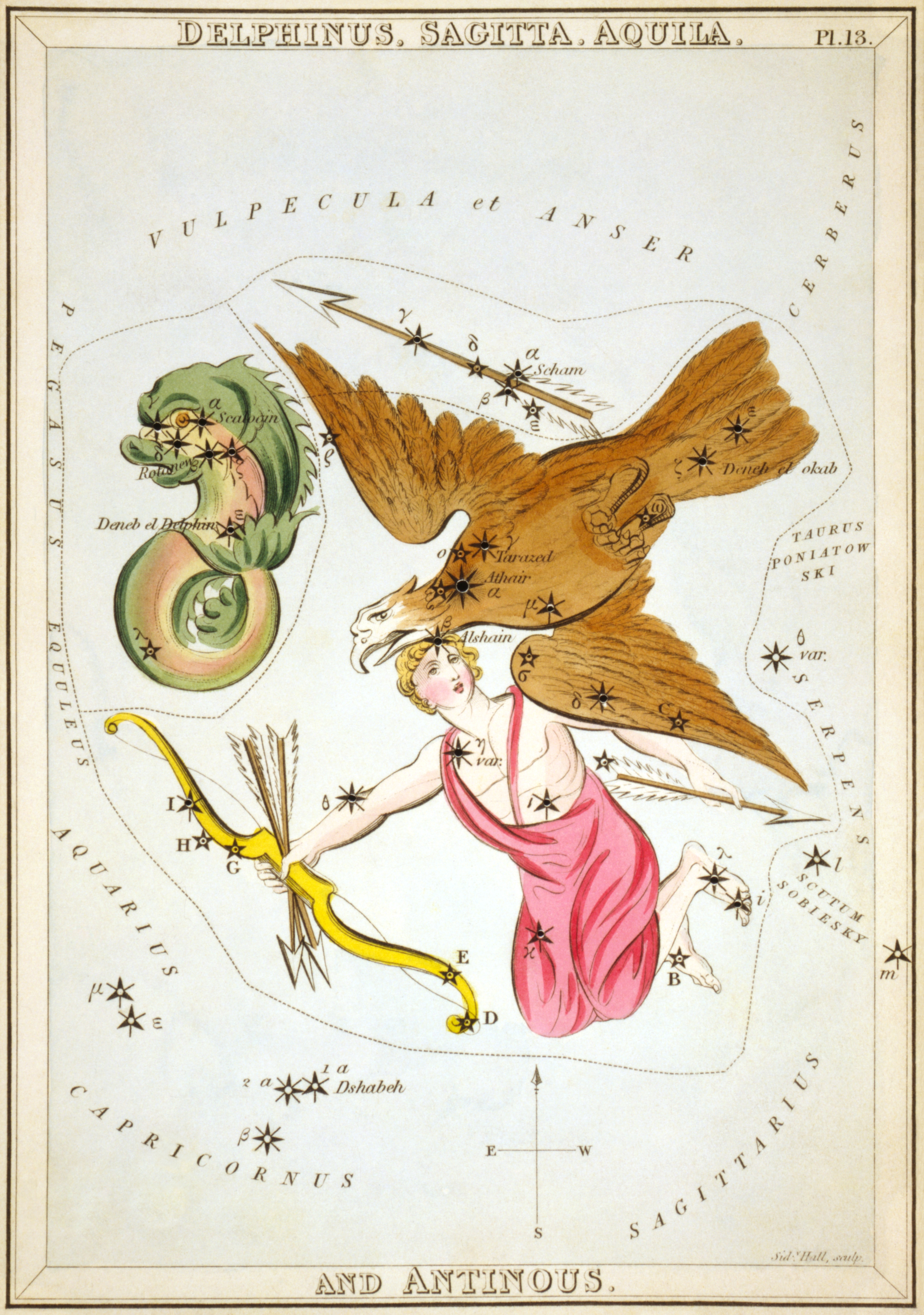
13번 그림: 돌고래자리, 화살자리, 독수리자리, 안티노우스
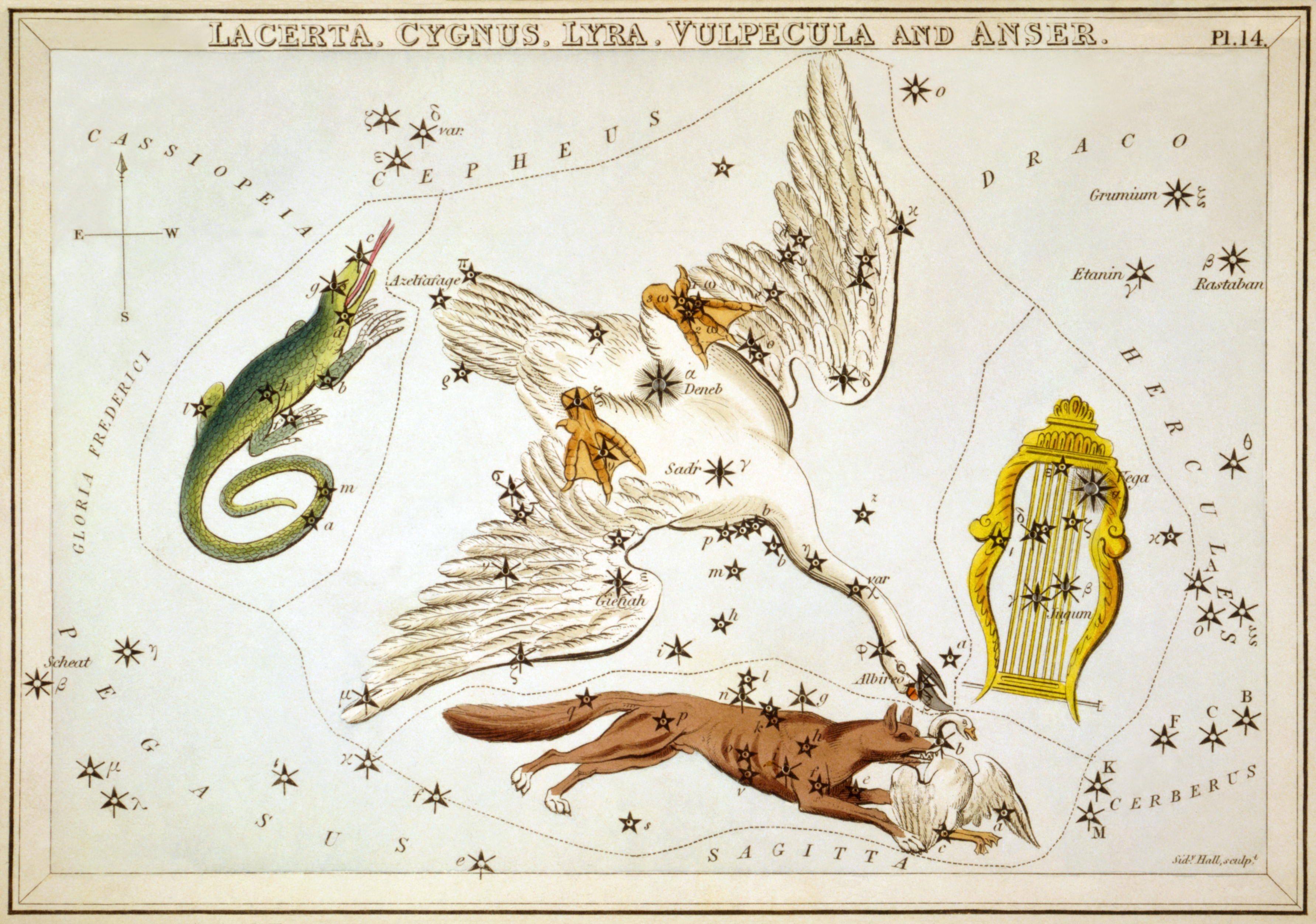
14번 그림: 도마뱀자리, 백조자리, 거문고자리, 불페쿨라 안드 안세르
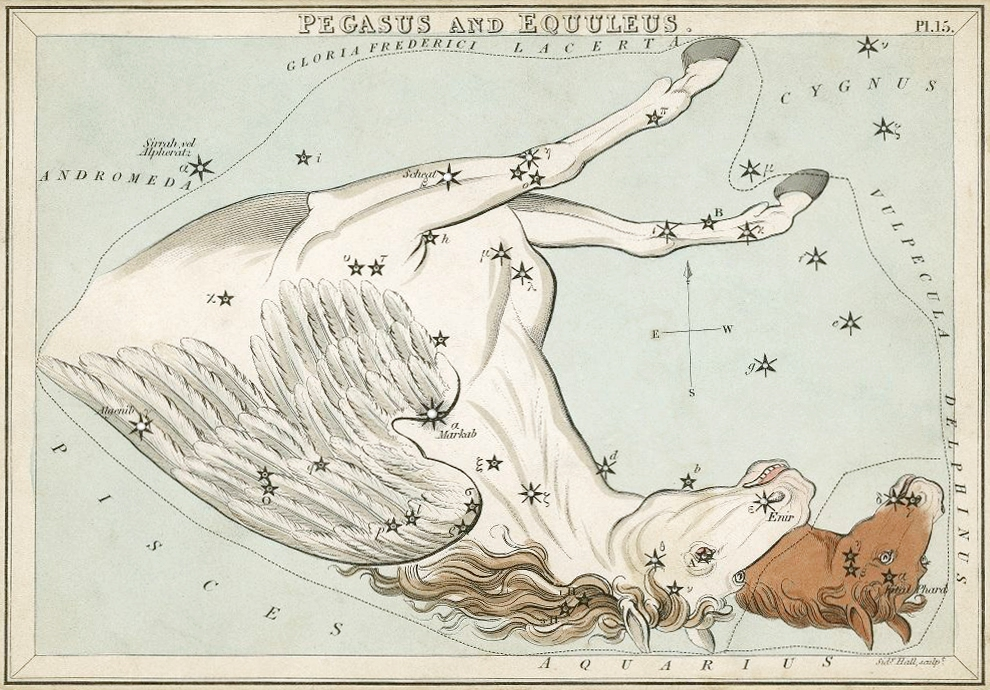
15번 그림: 페가수스자리와 조랑말자리
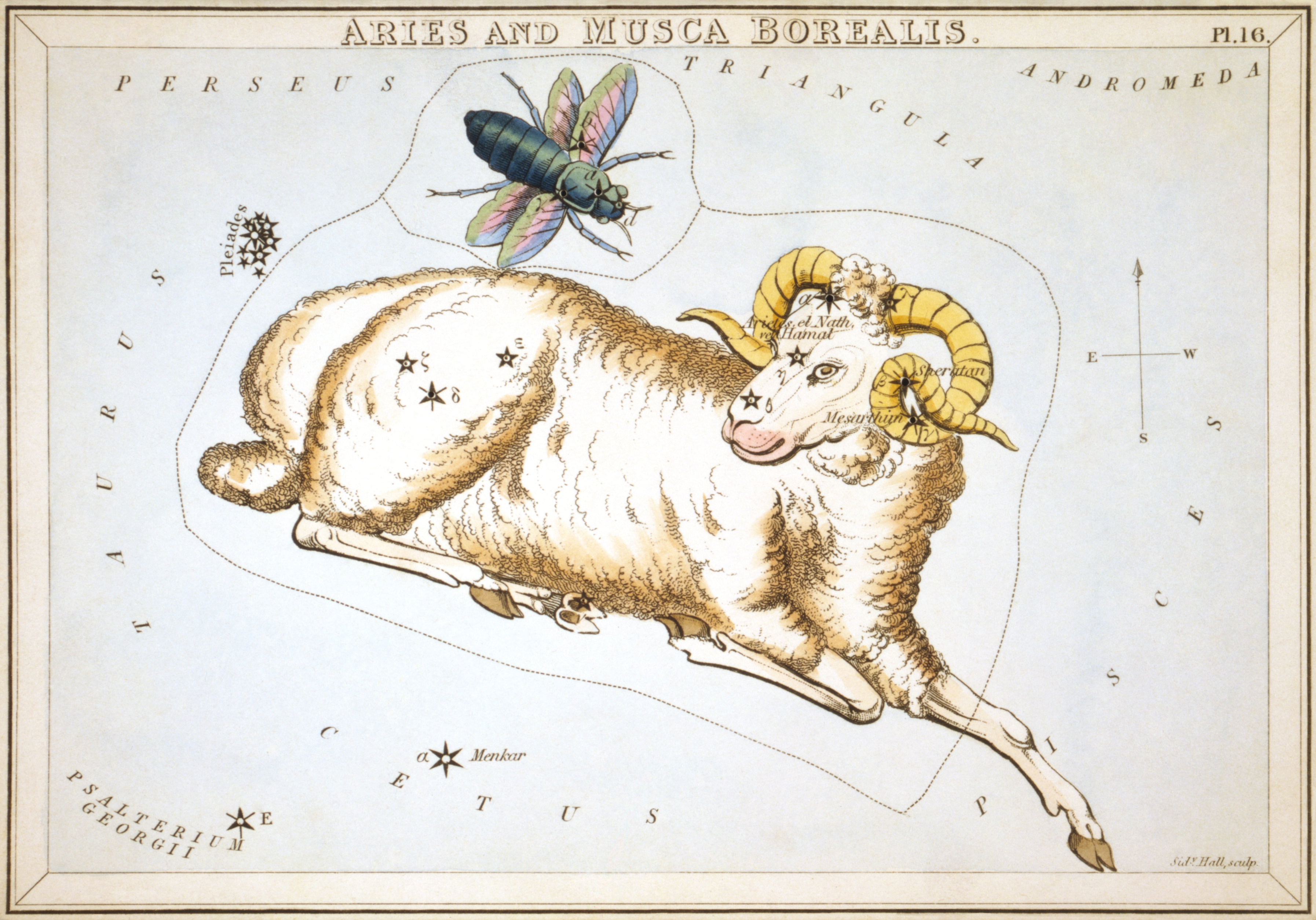
16번 그림: 양자리와 무스카 보레알리스
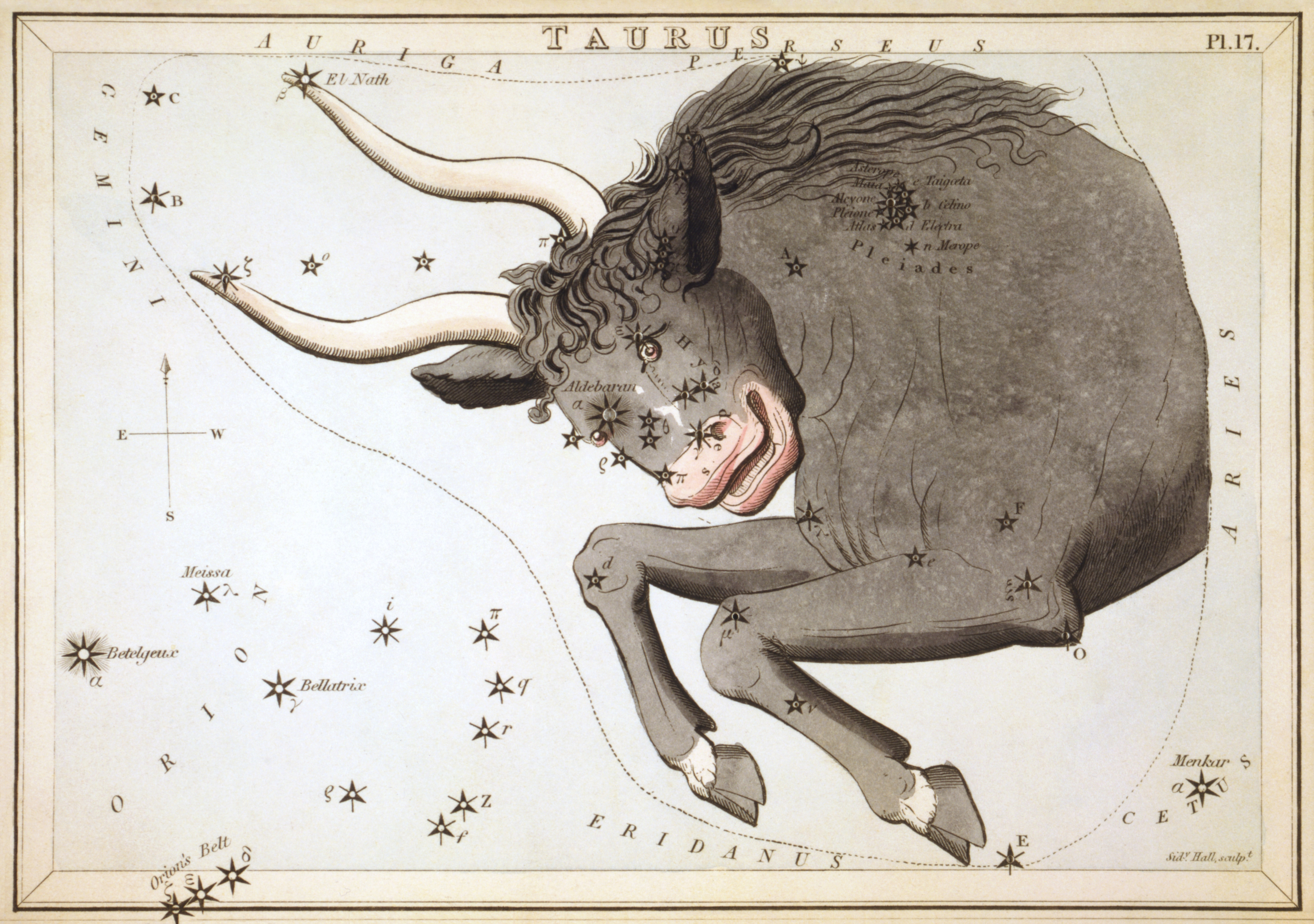
17번 그림: 황소자리
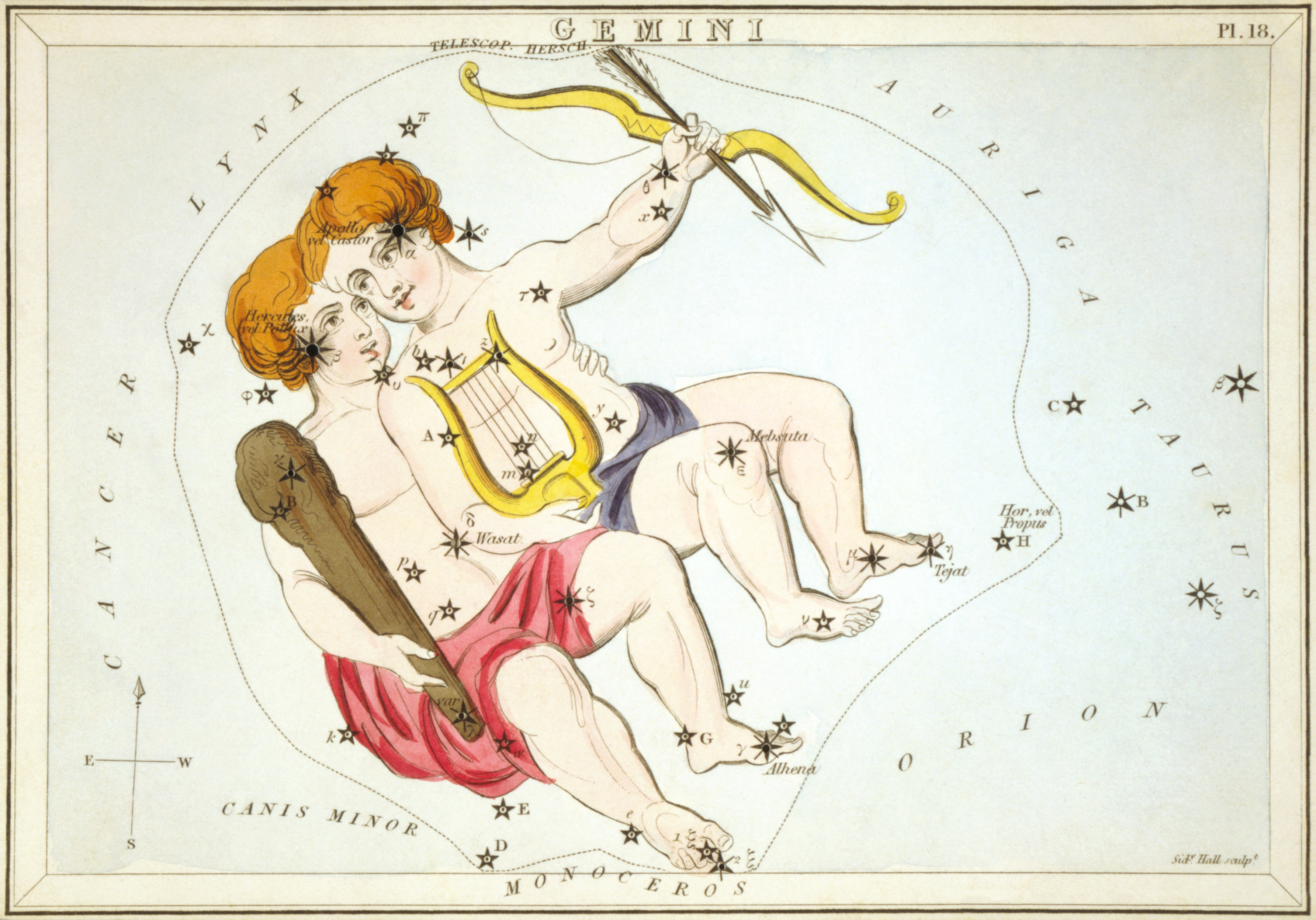
18번 그림: 쌍둥이자리
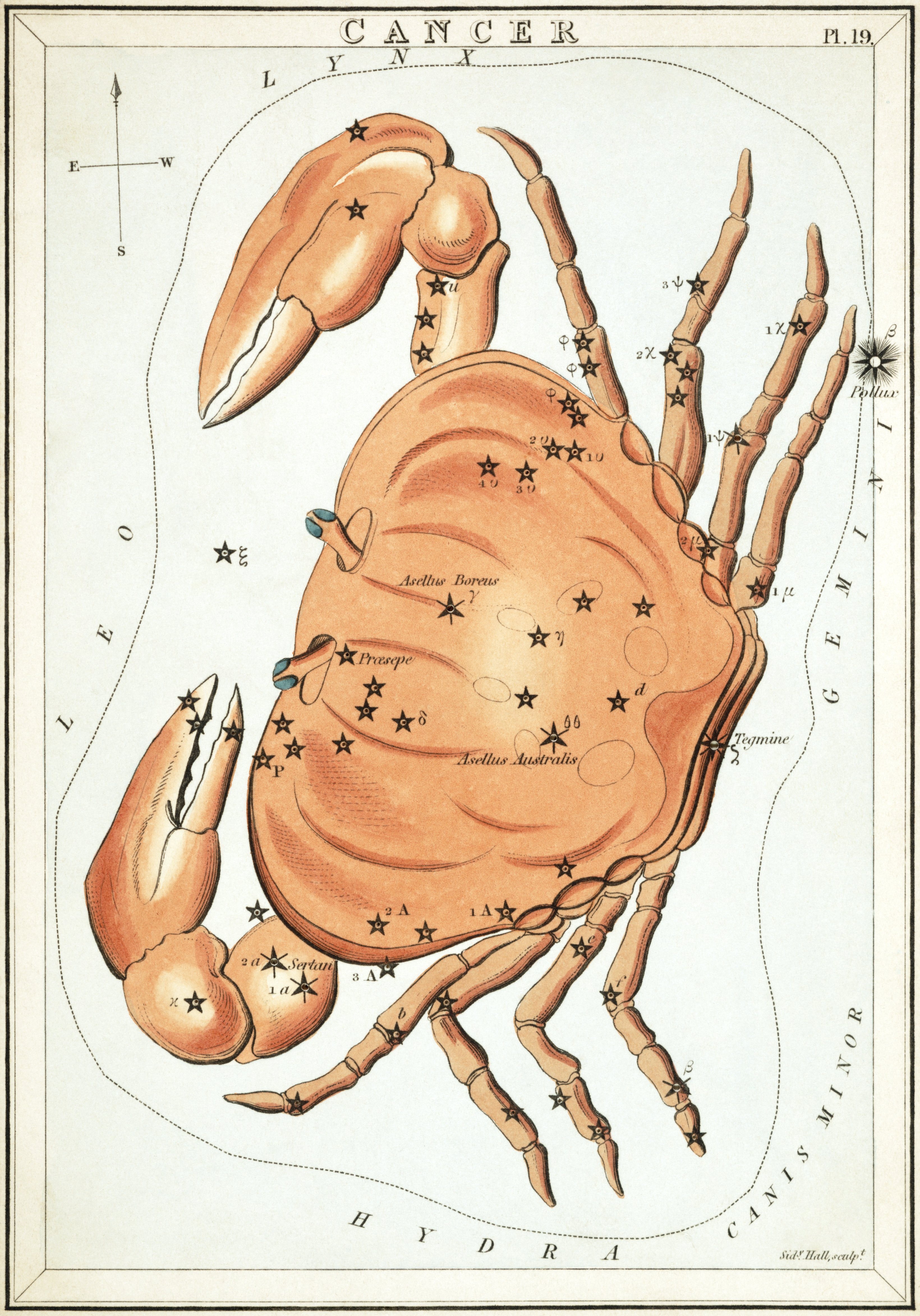
19번 그림: 게자리
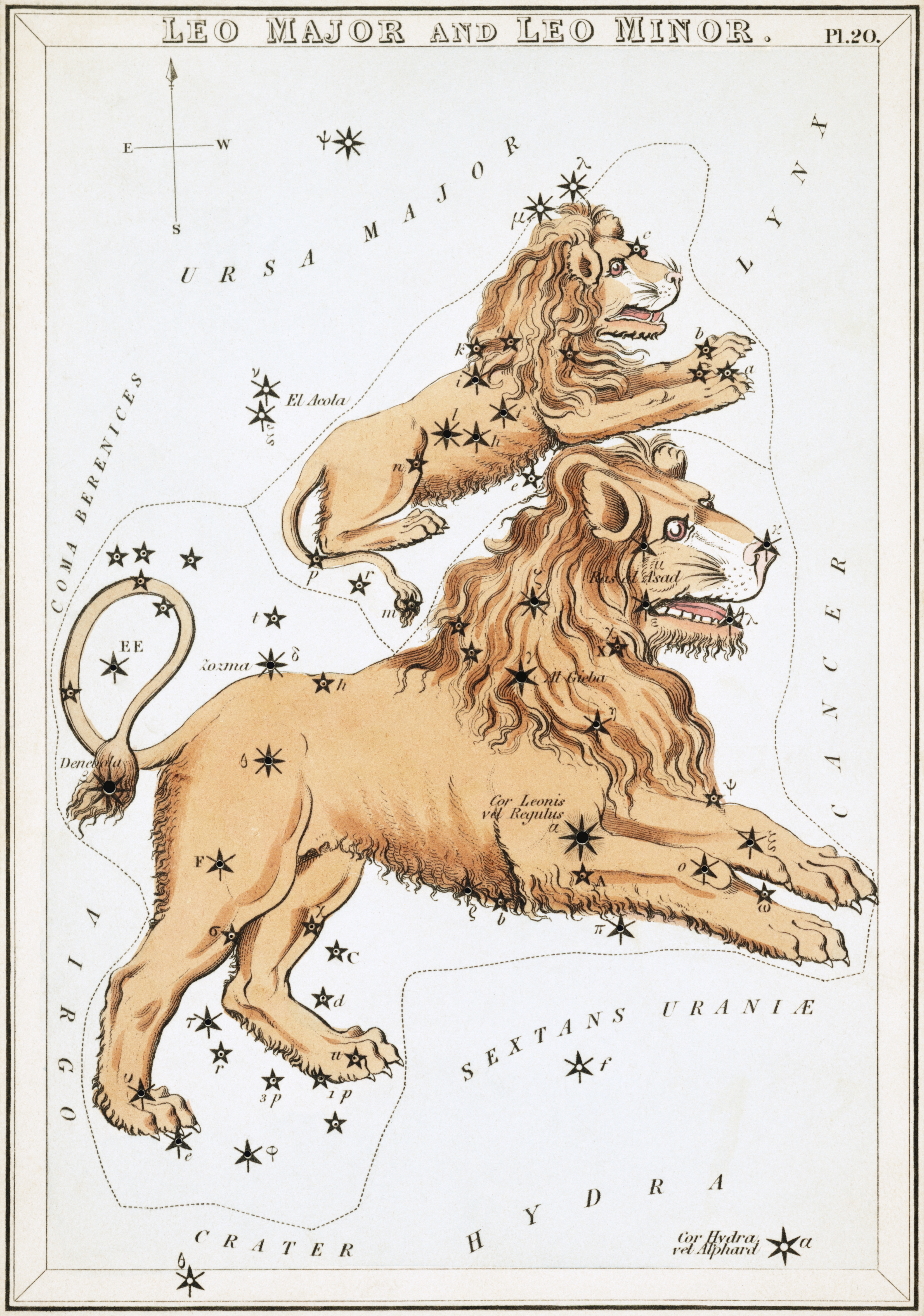
20번 그림: 큰사자자리와 작은사자자리
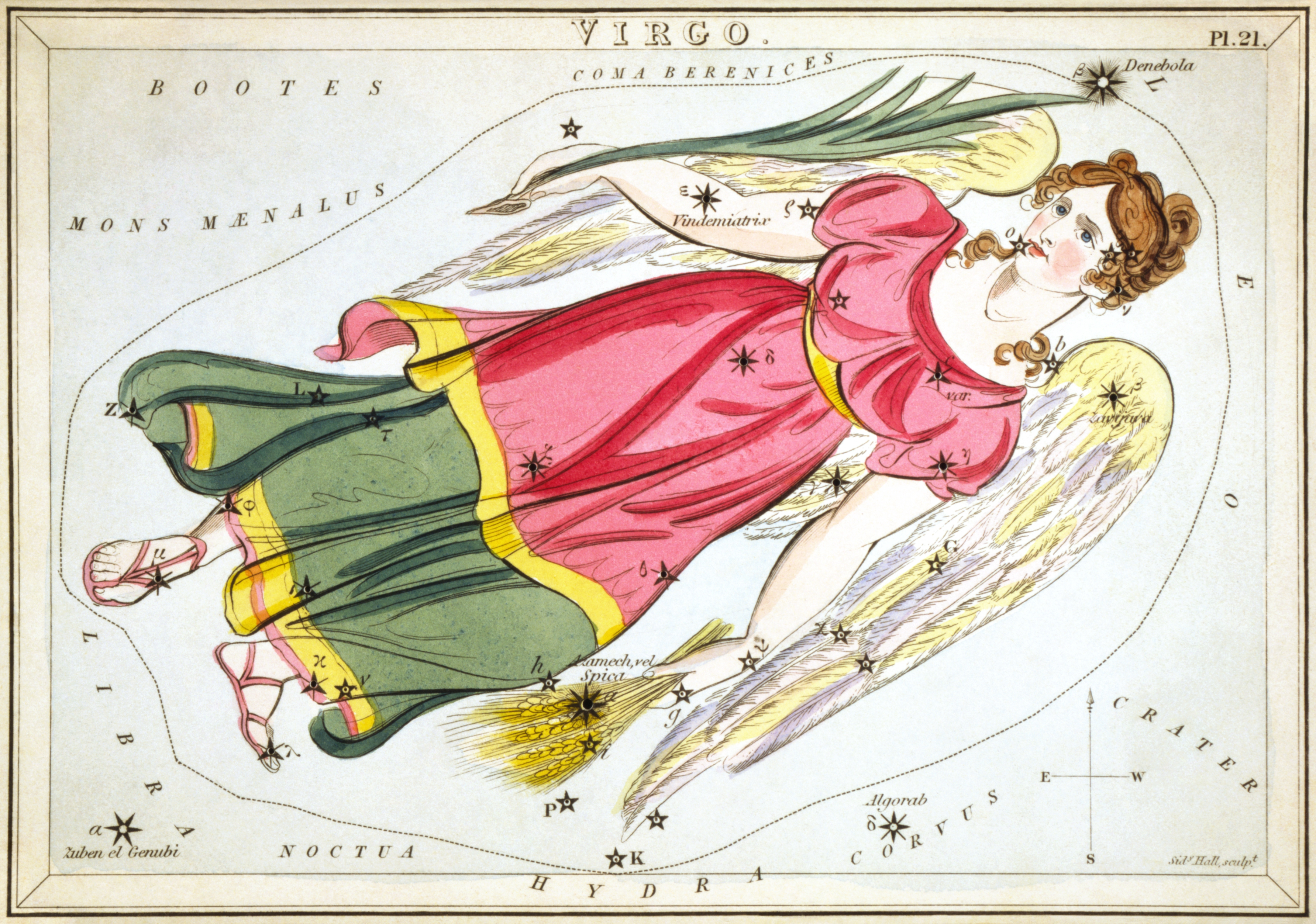
21번 그림: 처녀자리
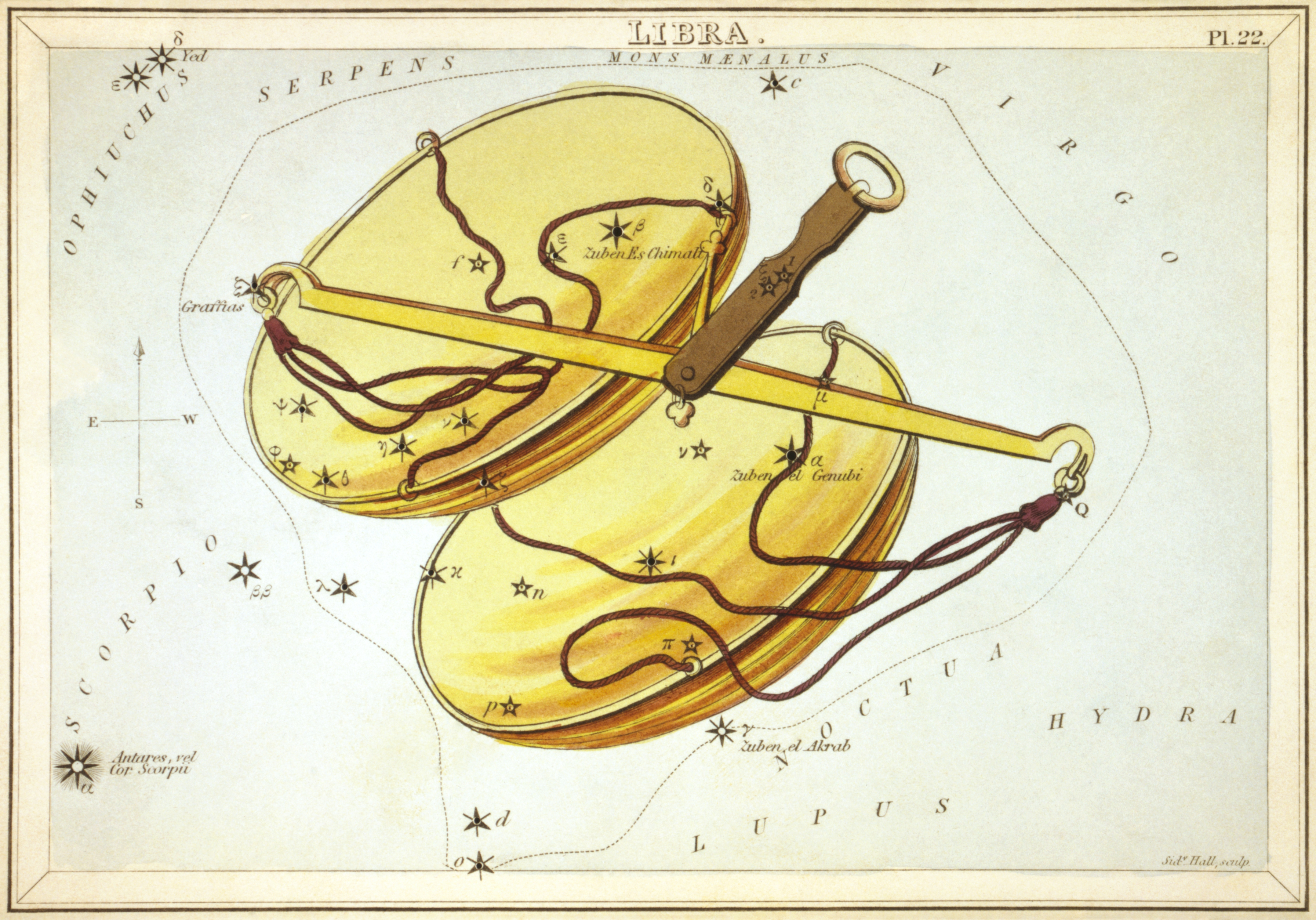
22번 그림: 천칭자리
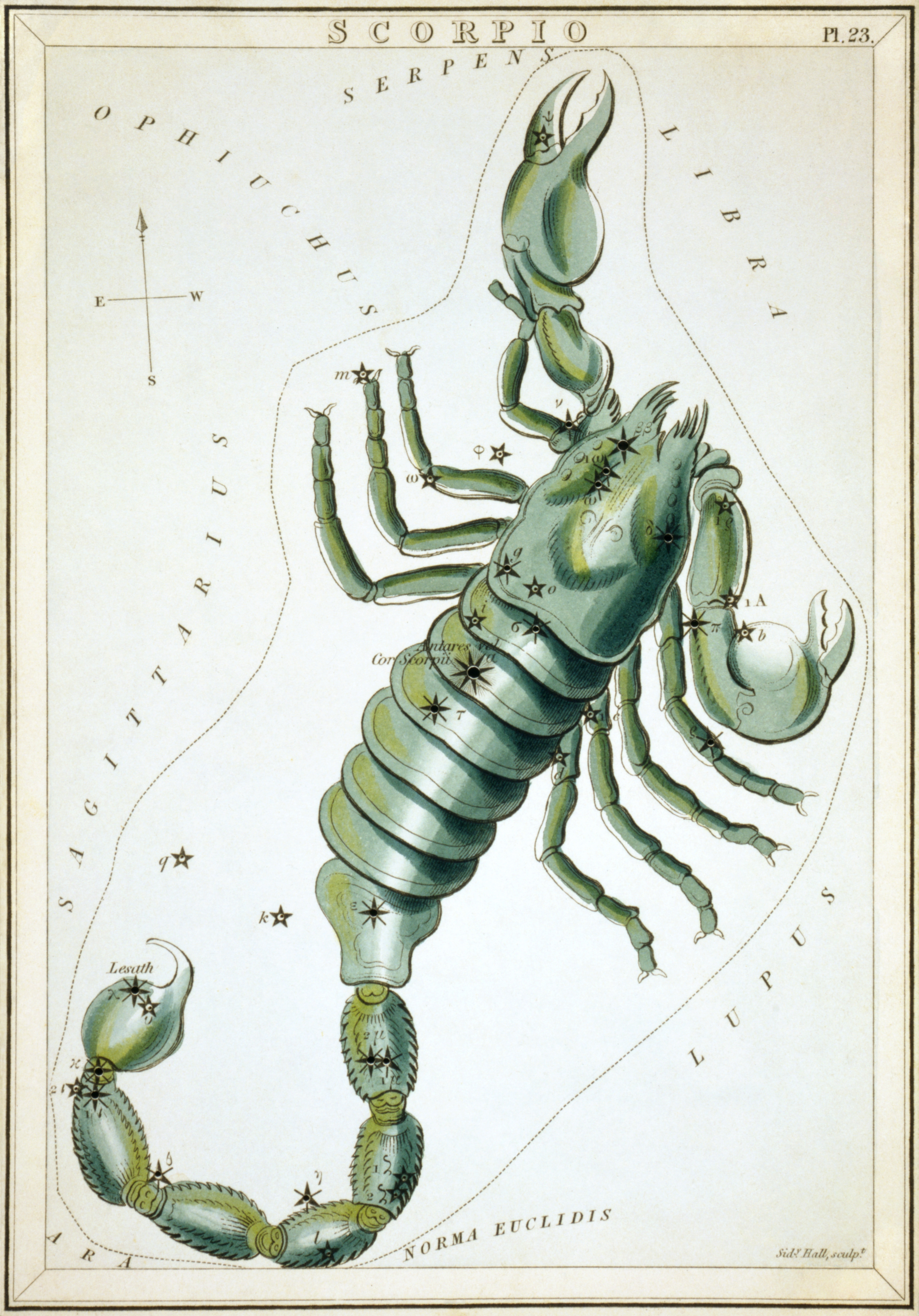
23번 그림: 전갈자리
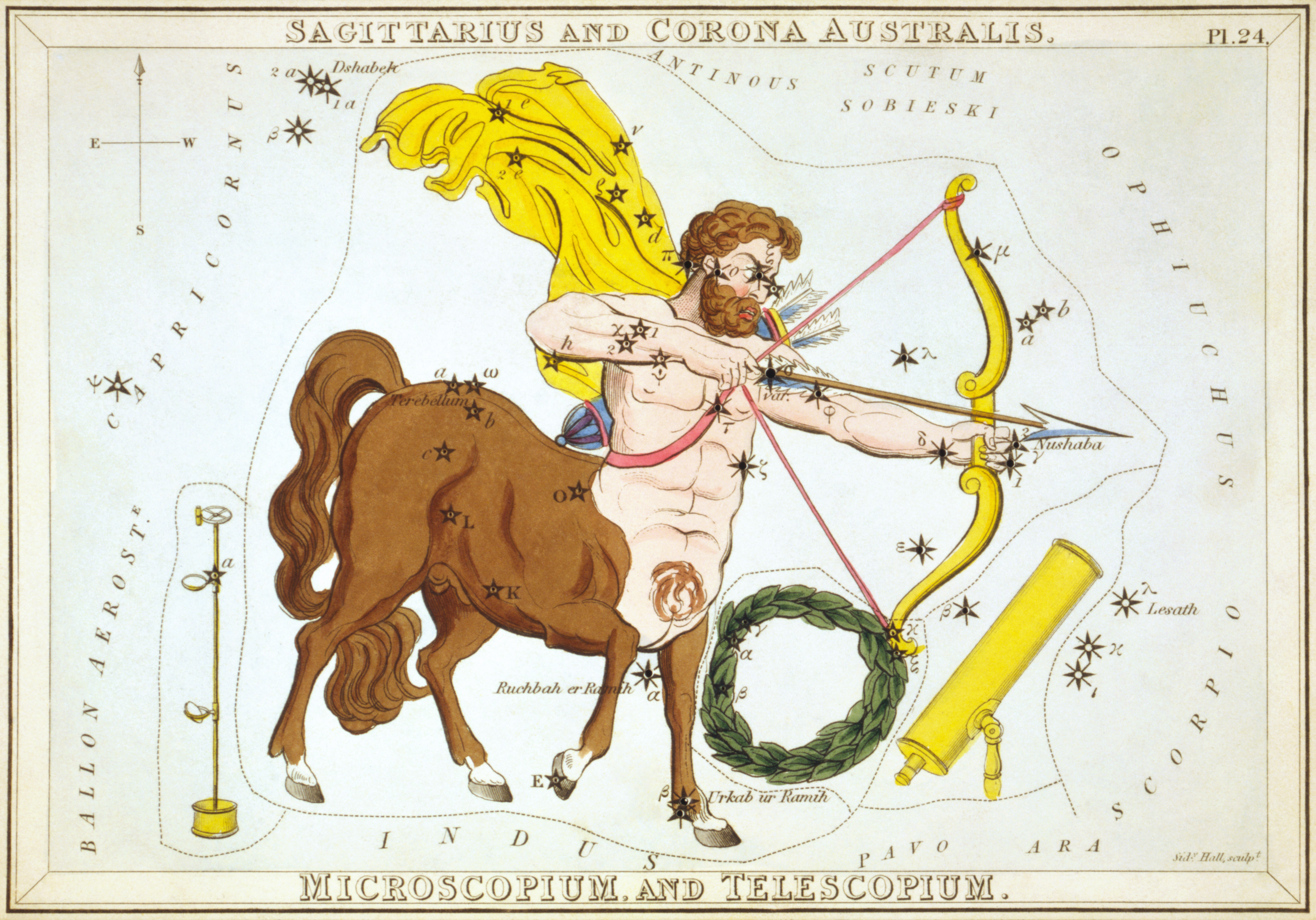
24번 그림: 궁수자리, 남쪽왕관자리, 현미경자리, 망원경자리
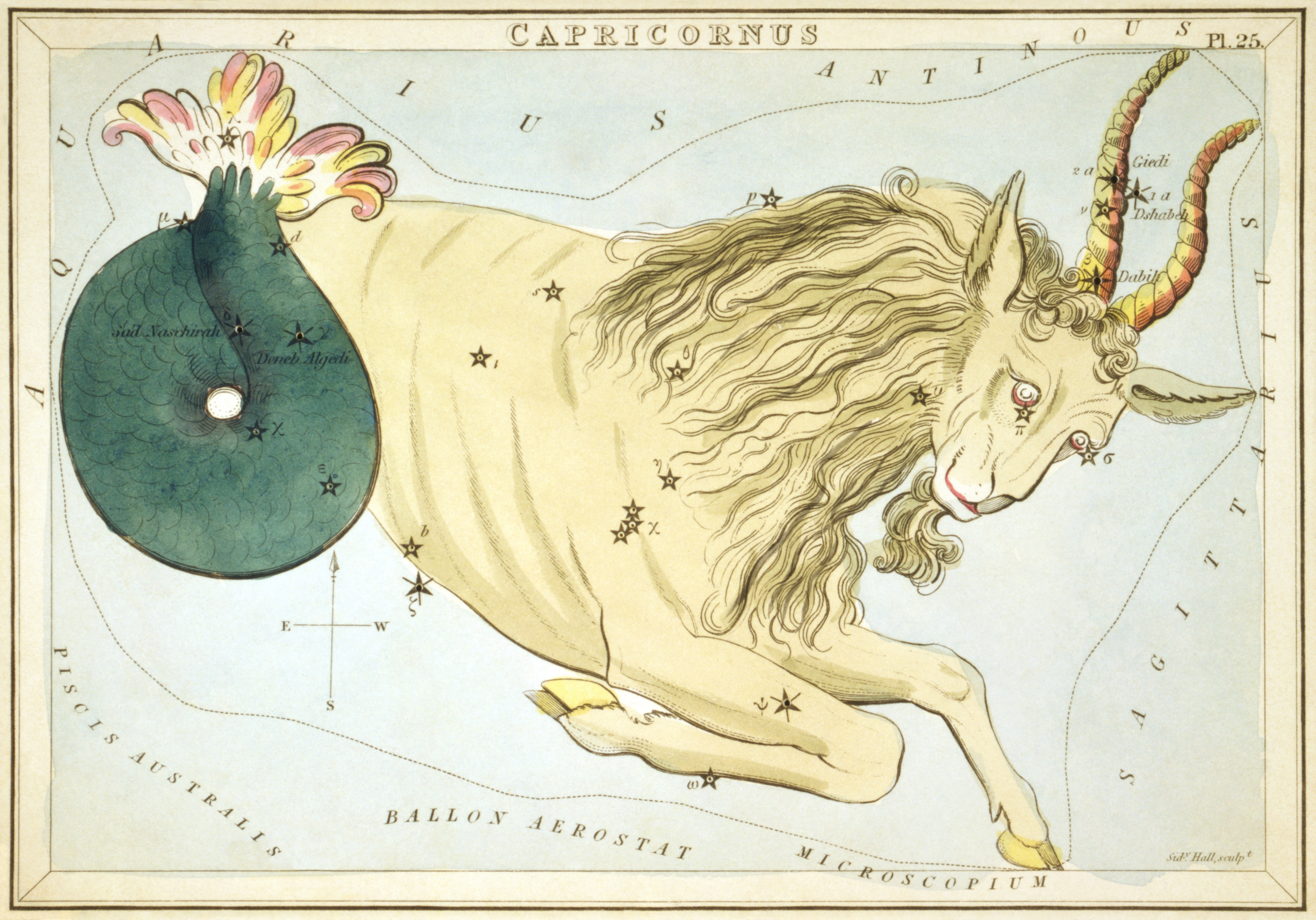
25번 그림: 염소자리
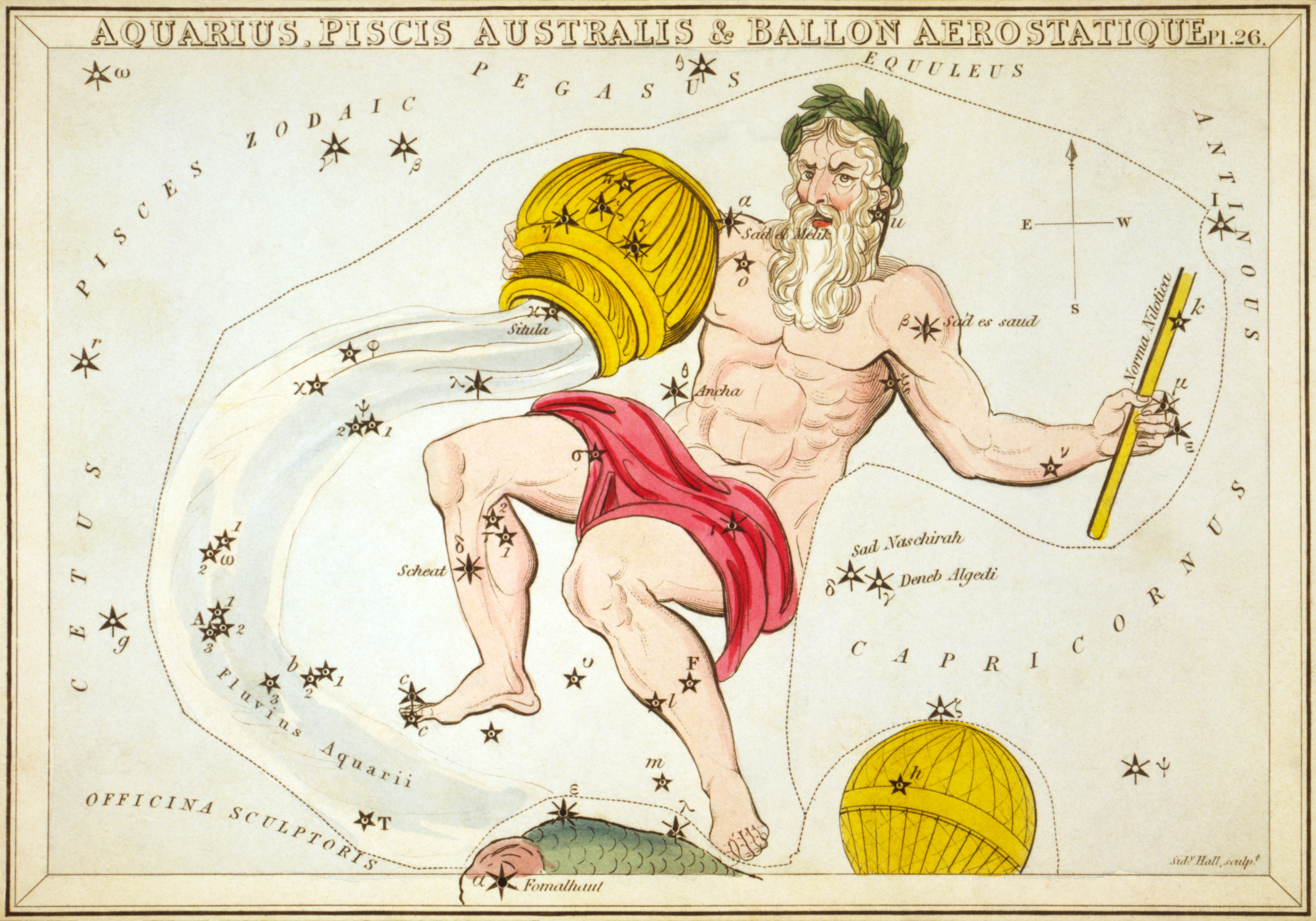
26번 그림: 물병자리, 남쪽물고기자리, 글로부스 아이로스타티쿠스
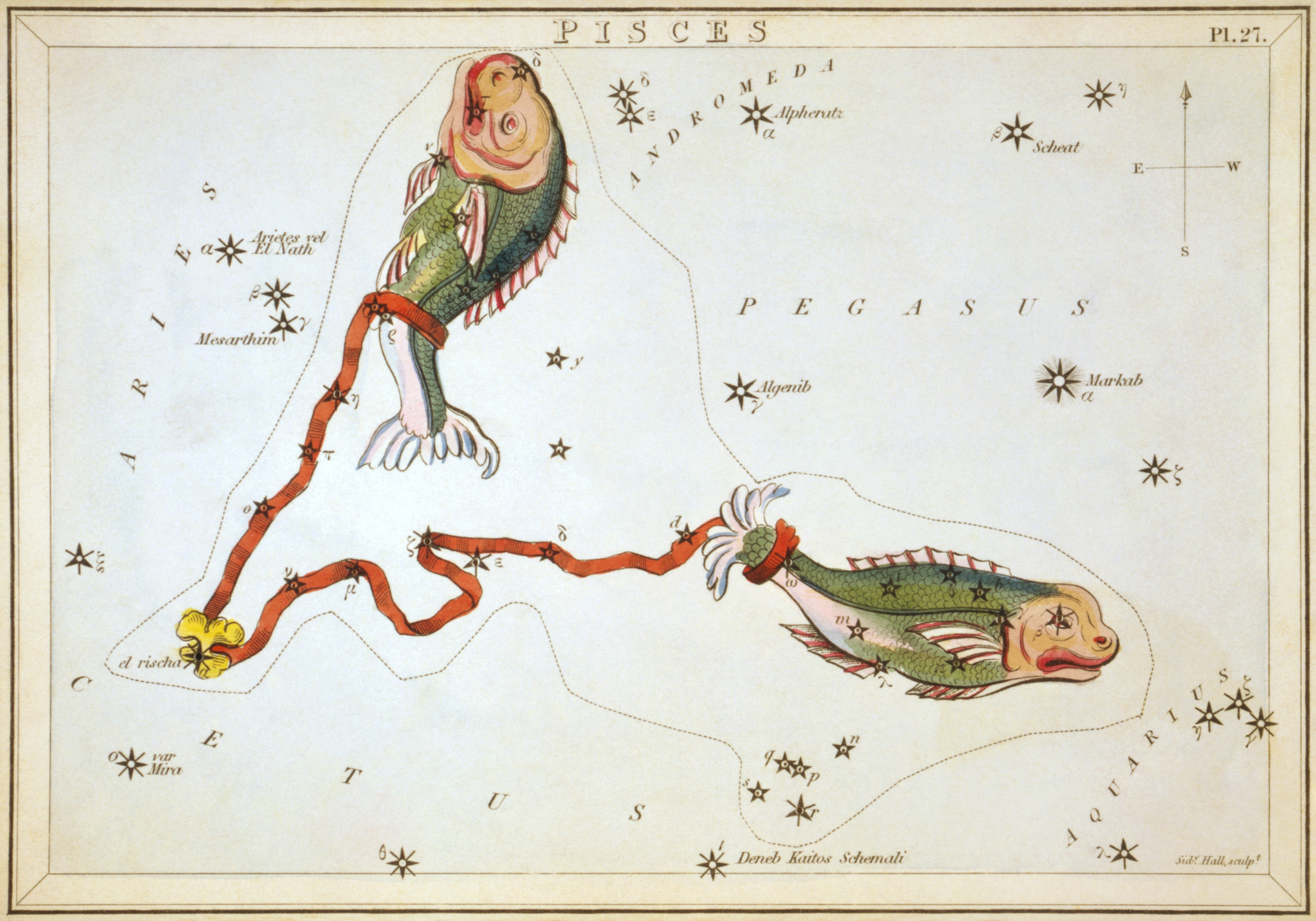
27번 그림: 물고기자리
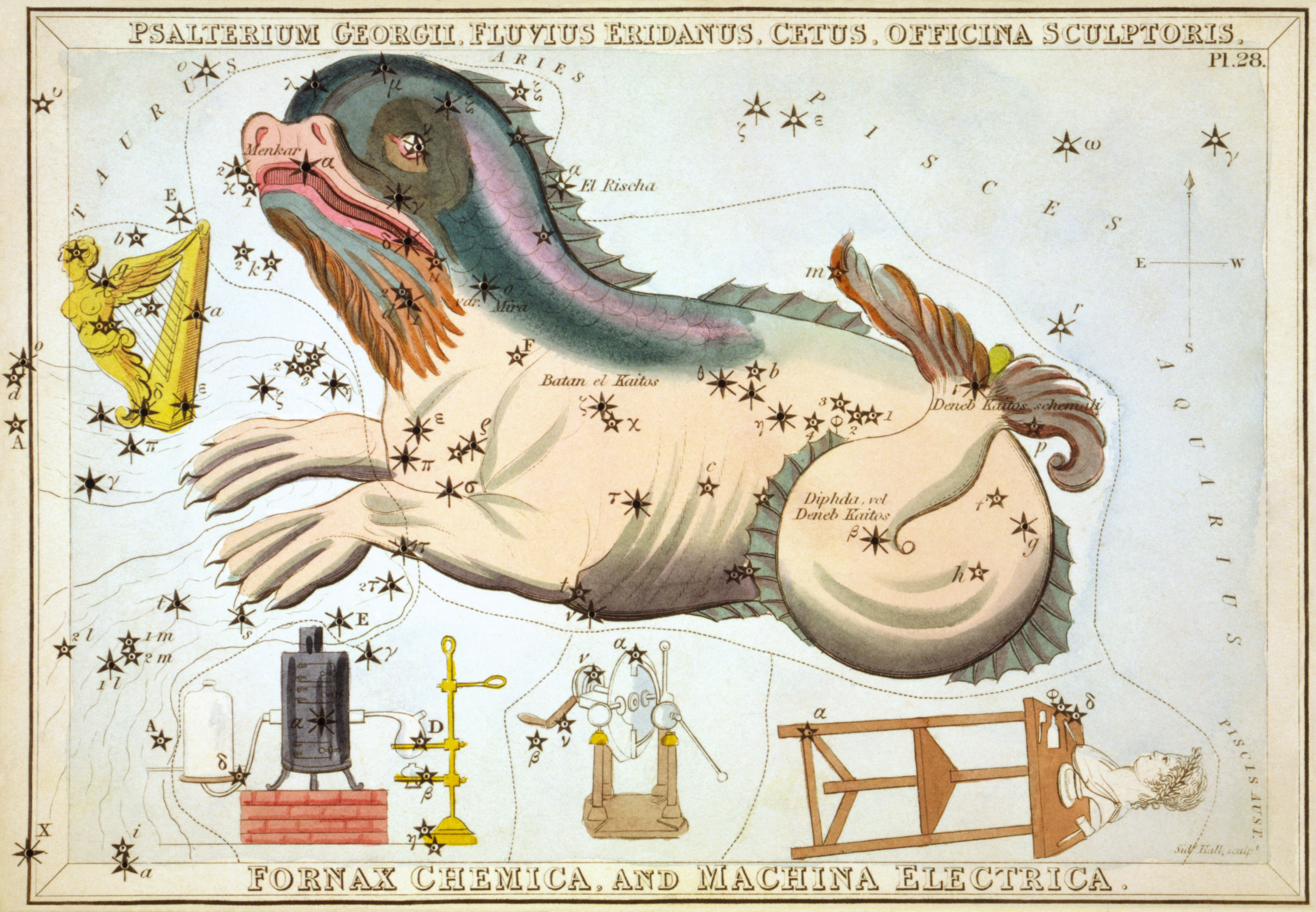
28번 그림: 프살테리움 게오르기이, 에리다누스자리, 고래자리, 조각가자리, 화로자리, 마키나 엘렉트리카
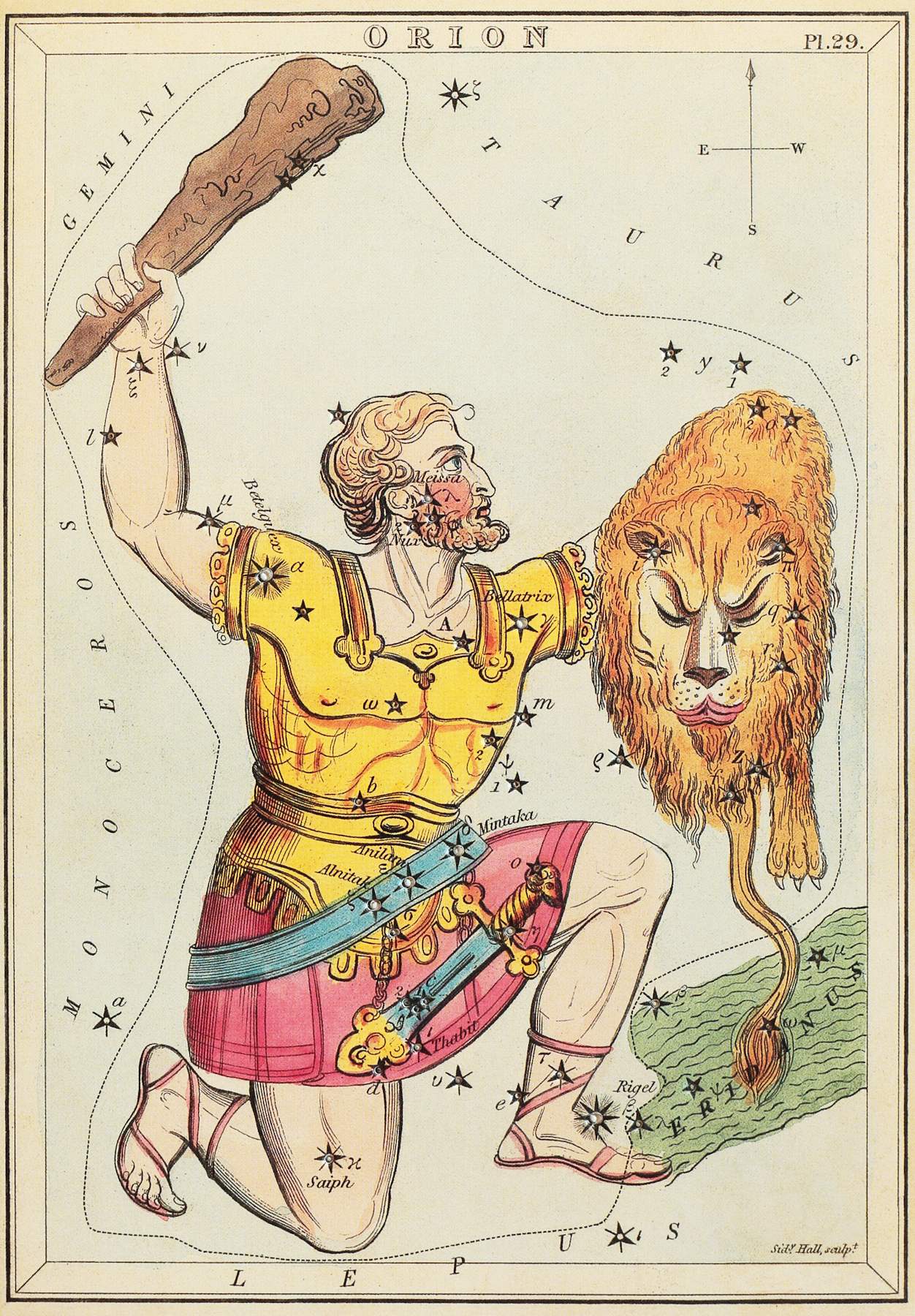
29번 그림: 오리온자리
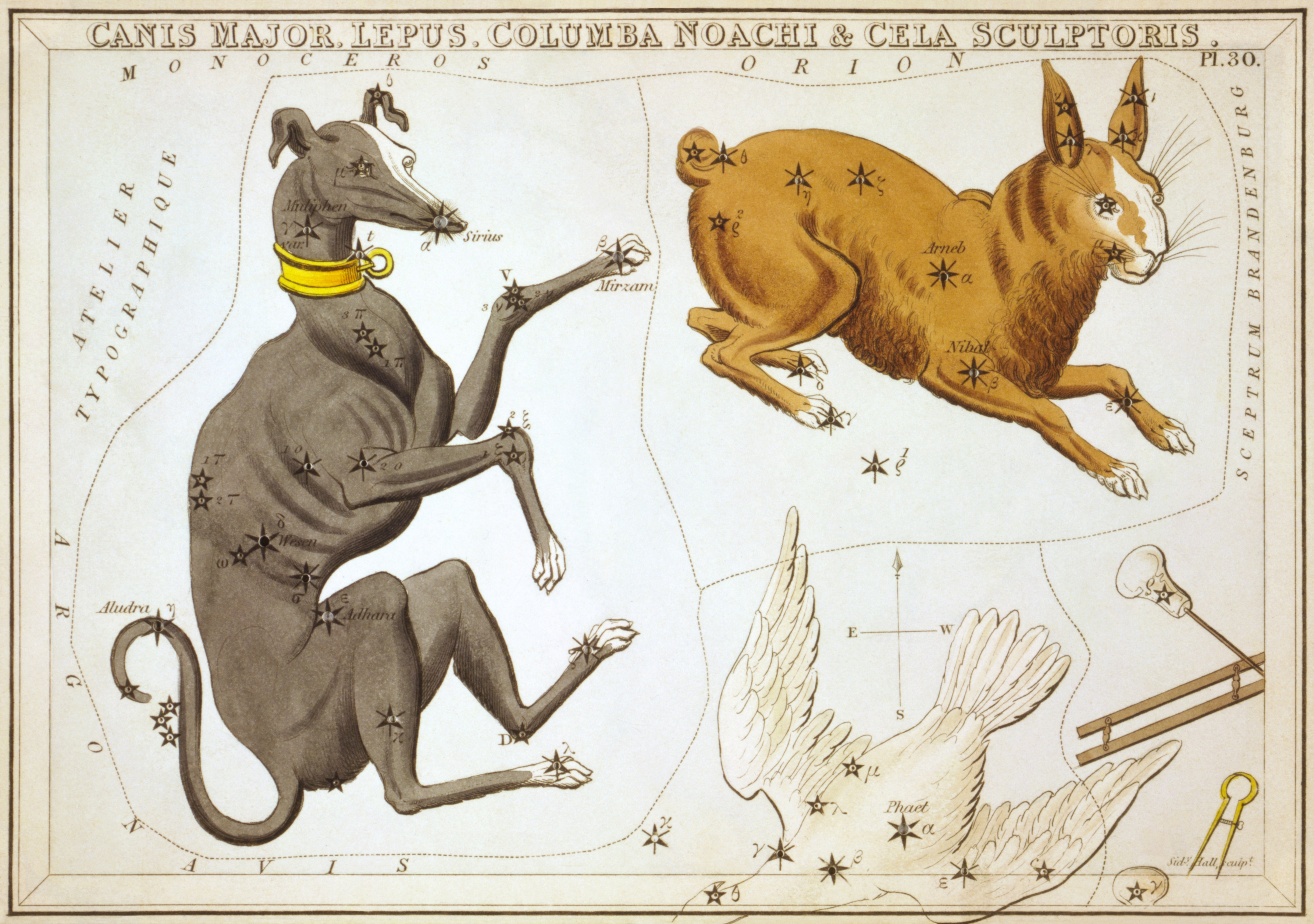
30번 그림: 큰개자리, 토끼자리, 콜룸바 노아키(비둘기자리), 켈라 스쿨프토리스(조각칼자리)
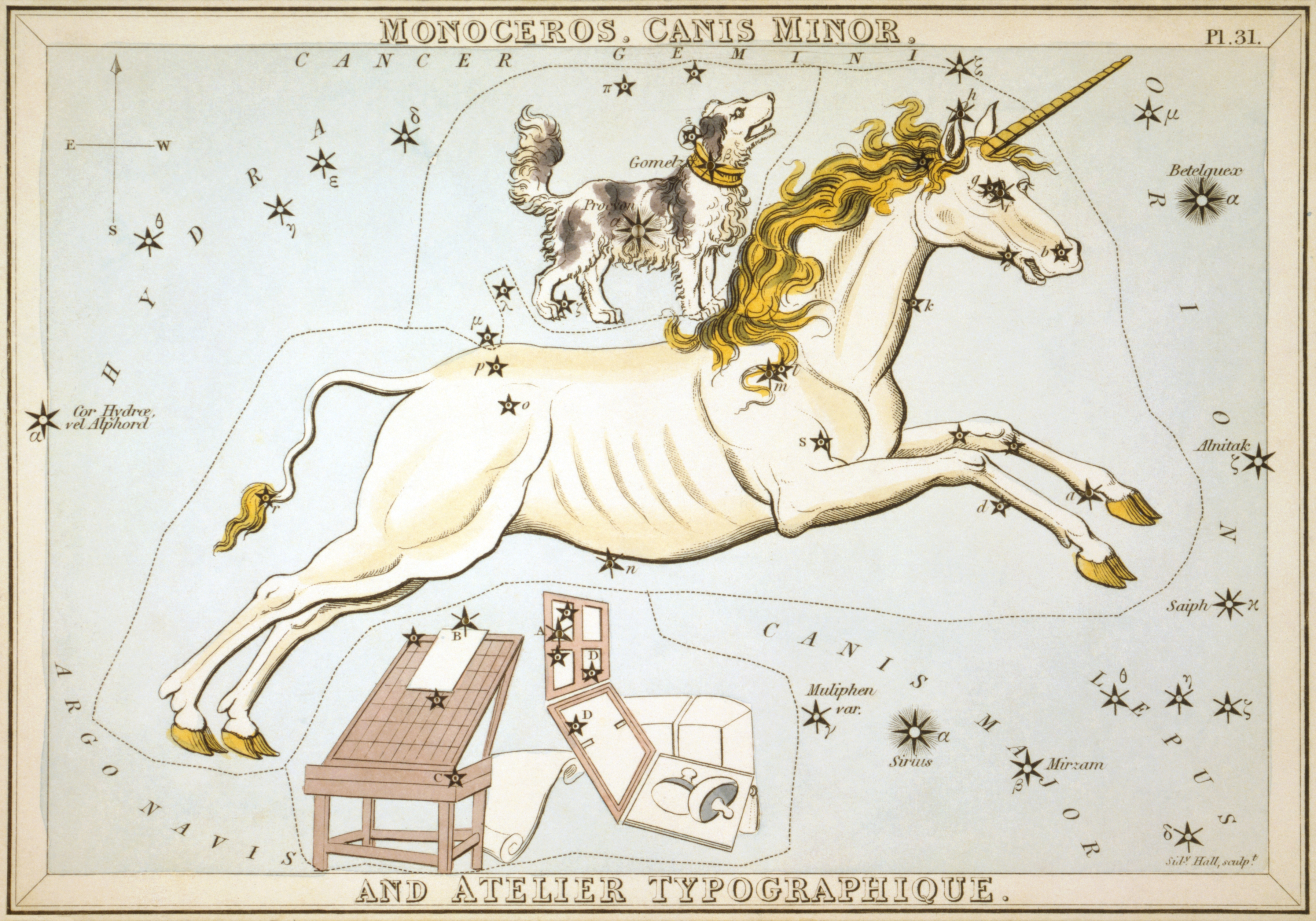
31번 그림: 외뿔소자리, 작은개자리, 아텔리에르 티포그라피퀘
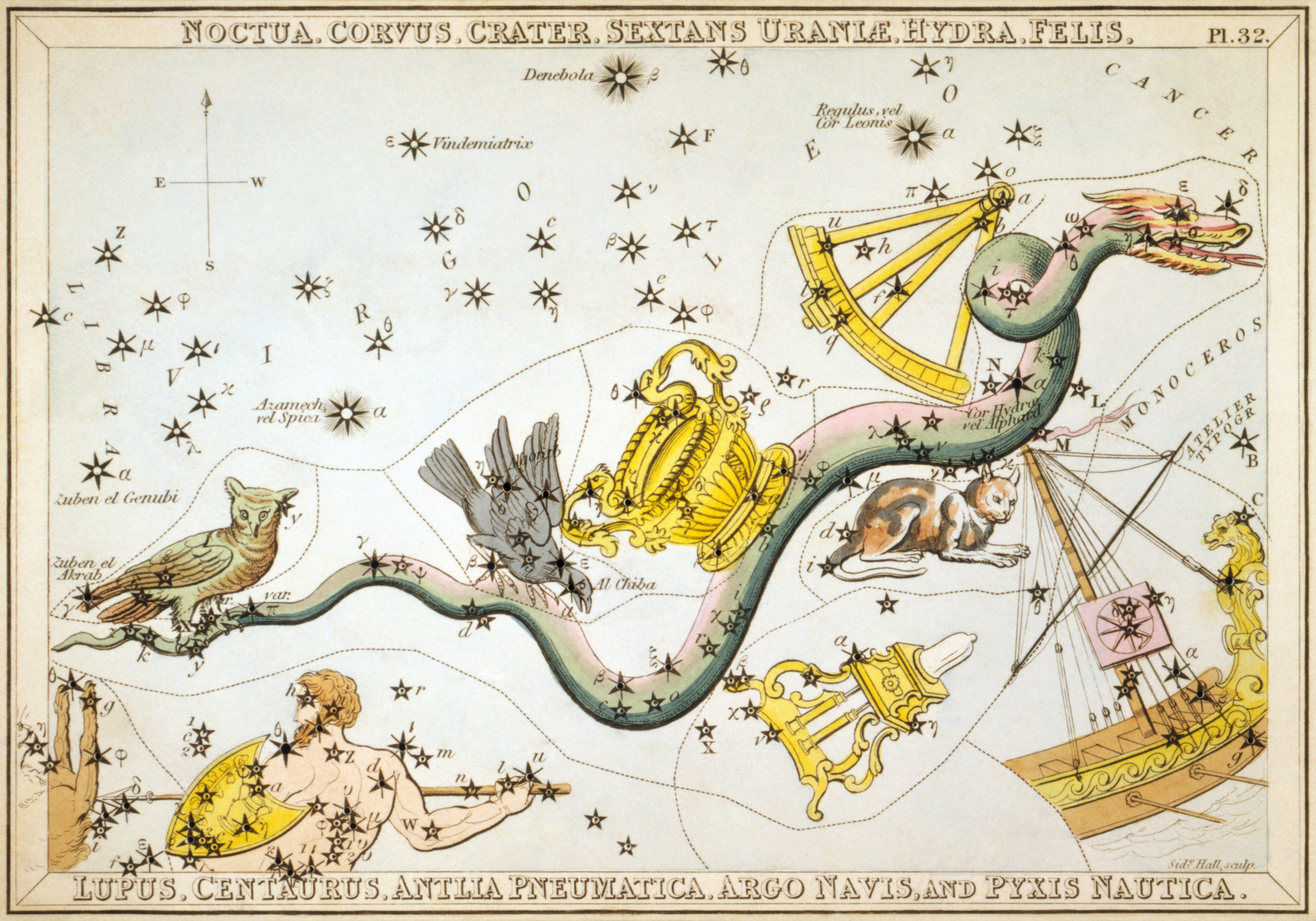
32번 그림: 녹투아, 까마귀자리, 컵자리, 섹스탄스 우라니아이(육분의자리), 바다뱀자리, 고양이자리, 이리자리, 센타우루스자리, 안틀리아 프네우마티카(공기펌프자리), 아르고자리, 픽시스 나우티카(나침반자리)

## 묘사된 별자리
카드에 나열된 순서대로 묘사된 별자리는 다음과 같다.
- 작은곰자리
- 기린자리
- 타란두스(Tarandus, 폐기됨, 순록을 나타냄)[10]
- 쿠스토스 메시움(Custos Messium, 폐기됨, 직역하면 수확의 수호자이지만, 혜성 사냥꾼 샤를 메시에에 대한 말장난으로 의도됨)[11]
- 카시오페이아자리
- 세페우스자리
- 글로리아 프레데리키(Gloria Frederici, 폐기됨, 호노레스 프리데리키라고도 하며, 프리드리히 대제를 기념하기 위한 것)[12]
- 안드로메다자리
- 삼각형자리
- 페르세우스자리
- 마차부자리
- 살쾡이자리
- 텔레스코피움 헤르스킬리이(Telescopium Herschilii, 폐기됨, 윌리엄 허셜의 망원경)[13]
- 큰곰자리
- 목동자리
- 사냥개자리
- 머리털자리
- 콰드란스 무랄리스(Quadrans Muralis, 폐기됨, 랄랑드와 그의 조카가 별의 위치를 측정하는 데 사용한 벽걸이 사분의를 기념하기 위해 만들어짐)[14]
- 허큘리스자리
- 북쪽왕관자리
- 타우루스 포니아토브스키(Taurus Poniatowski, 폐기됨, 폴란드 국왕 스타니스와프 아우구스트 포니아토프스키의 문장에 있는 황소를 나타냄. 타우루스 포니아토비이라고도 함)[15]
- 세르펜타리우스(Serpentarius, 뱀주인자리의 옛 이름)[2]
- 스쿠툼 소비에스키[Scutum Sobiesky, 방패자리(Scutum)의 전체 이름, 폴란드 국왕 얀 3세 소비에스키의 방패를 의미함][16]
- 뱀자리
- 돌고래자리
- 화살자리
- 독수리자리
- 안티노우스(Antinous, 폐기됨, 안티노우스는 로마 황제 하드리아누스의 연인이었음)[17]
- 도마뱀자리
- 백조자리
- 거문고자리
- 불페쿨라 안드 안세르[Vulpecula and Anser, 여우자리(Vulpecula)의 전체 이름을 약간 영어화한 것으로, "작은 여우와 거위"라는 뜻][18]
- 페가수스자리
- 조랑말자리
- 양자리
- 무스카 보레알리스(Musca Borealis, 폐기됨, 파리를 나타냈으며, 현대의 남반구 별자리인 파리자리와 혼동하지 말 것)[19]
- 황소자리
- 쌍둥이자리
- 게자리
- 큰사자자리(Leo Major, 현재는 사자자리로 알려짐)
- 작은사자자리
- 처녀자리
- 천칭자리
- 전갈자리
- 궁수자리
- 남쪽왕관자리
- 현미경자리
- 망원경자리
- 염소자리
- 물병자리
- 피스키스 아우스트랄리스[Piscis Australis, 남쪽물고기자리(Piscis Austrinus)]
- 발론 아이로스타티퀘(Ballon Aerostatique, 폐기됨, 몽골피에 형제의 열기구를 기념함, 글로부스 아에로스타티쿠스라고도 함)[20]
- 물고기자리
- 프살테리움 게오르기이(Psalterium Georgii, 폐기됨, 영국 조지 3세 왕의 하프. 하르파 게오르기이라고도 함)[21]
- 플루비우스 에리다누스(Fluvius Eridanus, 에리다누스자리의 옛 이름)[22]
- 고래자리
- 오피키나 스쿨프토리스(Officina Sculptoris, 현재 조각가자리로 알려짐)
- 포르낙스 케미카[Fornax Chemica, 화로자리(Fornax)의 전체 이름]
- 마키나 엘렉트리카(Machina Electrica, 폐기됨, 정전기 발생기를 나타냄)[23]
- 오리온자리
- 큰개자리
- 토끼자리
- 콜룸바 노아키[Columba Noachi, 비둘기자리(Columba)의 전체 이름][24]
- 켈라 스쿨프토리스(Cela Sculptoris, 현재 조각칼자리로 알려짐)[2]
- 외뿔소자리
- 작은개자리
- 아텔리에르 티포그라피퀘(Atelier Typographique, 폐기됨, 구텐베르크의 인쇄소를 나타냄)[25]
- 녹투아[Noctua, 폐기됨, 마찬가지로 폐기된(투르두스 솔리타리우스; Turdus Solitarius)를 대체한 올빼미][26]
- 까마귀자리
- 컵자리
- 섹스탄스 우라니아이[Sextans Uraniae, 육분의자리(Sextans)의 원래 이름][27]
- 바다뱀자리
- 고양이자리(Felis, 폐기됨)[28]
- 이리자리
- 센타우루스자리
- 안틀리아 프네우마티카[Antlia Pneumatica, 공기펌프자리(Antlia)의 전체 이름][29]
- 아르고자리(Argo Navis, 폐기됨, 현재 용골자리, 돛자리, 고물자리로 나뉨)[30]
- 픽시스 나우티카[Pyxis Nautica, 나침반자리(Pyxis)의 전체 이름][31]

또한, 몬스 마이날루스는 목동자리 아래에 표시되어 있고, 카푸트 메두사이는 페르세우스자리의 일부로 나타나며, 케르베로스자리는 허큘리스자리와 함께 표시되어 있다.

## 참고자료
1. 1 2 3 4 5  “Advertisement”. 《Monthly Critical Gazette》 (London: Sherwood, Jones, and Co.). December 1824. 578면. See also 파일:Advertisement for Urania's Mirror.png.
2. 1 2 3 4 5 6 7 8 9 10 11 12 13 14 15 16 17 18  Ridpath, Ian. “Urania's Mirror”. 《Ian Ridpath's Antique Star Atlases》. 2014년 3월 7일에 확인함.
3. 1 2 3  Hingley, P. D. (1994). “Urania's Mirror — A 170-year old mystery solved?”. 《Journal of the British Astronomical Association》 104 (5): 238–40. Bibcode:1994JBAA..104..238H. p. 239
4. 1 2 3 4 5 6 7 8 9 10  Hingley, P. D. (1994). “Urania's Mirror — A 170-year old mystery solved?”. 《Journal of the British Astronomical Association》 104 (5): 238–40. Bibcode:1994JBAA..104..238H. p. 238
5. ↑  Hingley, P. D. (1994). “Urania's Mirror — A 170-year old mystery solved?”. 《Journal of the British Astronomical Association》 104 (5): 238–40. Bibcode:1994JBAA..104..238H. p. 239 (illus.)
6. ↑  Hingley, P. D. (1994). “Urania's Mirror — A 170-year old mystery solved?”. 《Journal of the British Astronomical Association》 104 (5): 238–40. Bibcode:1994JBAA..104..238H. p. 240
7. ↑  Taken from the reproduction of the book included in the 2004 Barnes and Noble facsimile edition of the Urania's Mirror set.
8. ↑  “[Advertisement]”. 《The Quarterly Literary Advertiser (Part of the Quarterly Literary Journal)》 (Duke-Street, Piccadilly, London: John Sharpe). October 1828: 17. 1828.
9. ↑  An obsolete plural form of the name of the constellation Triangulum
10. ↑  Ridpath, Ian. “Rangifer”. 《Star Tales》. 2014년 3월 7일에 확인함.
11. ↑  Ridpath, Ian. “Custos Messium”. 《Star Tales》. 2014년 3월 7일에 확인함.
12. ↑  Ridpath, Ian. “Honores Friderici”. 《Star Tales》. 2014년 3월 7일에 확인함.
13. ↑  Ridpath, Ian. “Telescopium Herschilii”. 《Star Tales》. 2014년 3월 7일에 확인함.
14. ↑  Ridpath, Ian. “Quadrans Muralis”. 《Star Tales》. 2014년 3월 7일에 확인함.
15. ↑  Ridpath, Ian. “Taurus Poniatovii”. 《Star Tales》. 2014년 3월 7일에 확인함.
16. ↑  Ridpath, Ian. “Scutum”. 《Star Tales》. 2014년 3월 7일에 확인함.
17. ↑  Ridpath, Ian. “Antinous”. 《Star Tales》. 2014년 3월 7일에 확인함.
18. ↑  Ridpath, Ian. “Vulpecula”. 《Star Tales》. 2014년 3월 7일에 확인함.
19. ↑  Ridpath, Ian. “Musca Borealis”. 《Star Tales》. 2014년 3월 7일에 확인함.
20. ↑  Ridpath, Ian. “Globus Aerostaticus”. 《Star Tales》. 2014년 3월 7일에 확인함.
21. ↑  Ridpath, Ian. “Harpa Georgii”. 《Star Tales》. 2014년 3월 7일에 확인함.
22. ↑  Hill, John (1754). 〈Fluvius〉. 《Urania: Or, a Compleat View of the Heavens; Containing the Antient and Modern Astronomy, in Form of a Dictionary: Illustrated with a Great Number of Figures ... A Work Intended for General Use, Intelligible to All Capacities, and Calculated for Entertainment as Well as Instruction》. London: T. Gardner. [unpaginated]쪽.
23. ↑  Ridpath, Ian. “Machina Electrica”. 《Star Tales》. 2014년 3월 7일에 확인함.
24. ↑  Hill, John (1754). 〈Pigeon〉. 《Urania: Or, a Compleat View of the Heavens; Containing the Antient and Modern Astronomy, in Form of a Dictionary: Illustrated with a Great Number of Figures ... A Work Intended for General Use, Intelligible to All Capacities, and Calculated for Entertainment as Well as Instruction》. London: T. Gardner. [unpaginated]쪽.
25. ↑  Ridpath, Ian. “Officina Typographica”. 《Star Tales》. 2014년 3월 7일에 확인함.
26. ↑  Ridpath, Ian. “Turdus Solitarius”. 《Star Tales》. 2014년 3월 7일에 확인함.
27. ↑  Ridpath, Ian. “Sextans”. 《Star Tales》. 2014년 3월 7일에 확인함.
28. ↑  Ridpath, Ian. “Felis”. 《Star Tales》. 2014년 3월 7일에 확인함.
29. ↑  Ridpath, Ian. “Antlia”. 《Star Tales》. 2014년 3월 7일에 확인함.
30. ↑  Ridpath, Ian. “Argo Navis”. 《Star Tales》. 2014년 3월 7일에 확인함.
31. ↑  Ridpath, Ian. “Pyxis”. 《Star Tales》. 2014년 3월 7일에 확인함.